# ダブル・ハード
『ダブル・ハード』は、今野直樹（原案協力：木村登美雄・市原剛）による日本の漫画作品。『月刊少年ジャンプ』（集英社）にて連載された。単行本は全30巻。

## 概要
本作は、大人から青年まで登場するバイオレンスアクションである。作者曰く、高校不良漫画とのことだが不良なのは主に敵側であり、主人公たちは基本的に善人。若干、素行不良なキャラも味方として登場する。不良や暴走族、果てはヤクザや裏社会の闇とまで殴り合いのケンカバトルを展開する。主人公達の日常を描いた日常編、強大な敵との対決が待つ長編で分けられている。戦闘回数は多いが一度の戦闘シーンは基本的に短い。不意打ちの一発で勝負が決まるシーンも少なくはない。
2013年には『ダブルハード「TomoToon!」』が展開された。CGアニメとなっており、吹き出しや擬音はそのままに原作と同様の展開を繰り広げる。

## ストーリー
ロサンゼルス帰りの高校生・速水大貴は正義感あふれる最強のKF（ナックルファイター）。ロスに行く前は、裏の社会で名を馳せる最強の殴り屋・鷹山仁とコンビを組んでいたが、速水大貫が出国したことで周囲からはコンビを解散したと囁かれていた。しかし、大貴が日本に帰国したことで最強コンビ「ツーメン・アーミー」が復活。最強のナックルファイターと最強の殴り屋が再びめぐり合い、巨悪との戦いに身を投じていく。

## 登場人物
声優は『TomoToon!』のもの。

### ツーメン・アーミー
本作の主人公たち。
関東中の不良を震え上がらせた最強のチームとして知られる。究極のお人よしである速水大貫と、プロの殴り屋の鷹山仁の2人のみのチームだが、暴走族の「フリーダム」を潰したことで一気に名を轟かせることとなった。なお、ツーメン・アーミーという名前は速水たちが名付けたものではなく、彼らを恐れる不良たちが勝手に名付けたもの。事実、速水も鷹山も自分たちがツーメン・アーミーだと一度も名乗っていない。
速水 大貴（はやみ だいき）
声 - 泰勇気
本作における主人公の一人。ロサンゼルス帰りの最強のナックルファイター。長身でたくましい肉体を持ち、優しげで整った顔立ちのため周囲の女子からは好意を持たれている。
一年前、父親の仕事の関係でロサンゼルスへと発ったが、帰国後は高校3年生として私立帝城高校に編入する。アメリカでは学校制度の違いがあるため日本の同級生より年上となっている。年齢は不明。炭酸系の飲料が好物で飲酒の描写はないものの、錦景子の付き添いでパーティーに参加した時はアルコールが入ったと思しきグラスを手にしている描写がある。ヒロインに当たる舞とは物語の冒頭で不良たちから助けたことで顔見知りとなり、転校先の高校で再会を果たし、数々トラブルを潜り抜けたことで得て恋人同然の関係となった。
正義感が強く、困っている人は絶対に見捨てられないというお人よしな性格。目の前にトラブルに首を突っ込み、自分の信念を乗せた拳で打ち砕く。だが、相手をおちょくったり小馬鹿にしたりする一面を持っており、やられたらそれ以上の行動で相手をからかったりする（肥満体型の相手に対して「やるかい？おデブちゃん」と挑発するなど）。また、勘は鋭いが恋愛ごとにはかなり鈍感。過去に恋愛経験は二度あるが、どちらも事情により恋人関係の一歩手前で破局してしまっている（一度目は、出国前に不良から助けた女子・涼子と。二度目は、ロサンゼルス時代に知り合ったシンシアと）。ロサンゼルス時代に友人であるキル・ロバーツから「鈍感大王」と言われてしまったことがある。ガールフレンドである舞とのデートでも、どの洋服がいいか聞かれた際に「どっちでもいいんじゃないかなぁ」と迷った末に曖昧な返事をして、周りをしらけさせてしまっている。連載初期の性格は常に余裕の微笑を浮かべた堂々とした佇まいが多く、いやがらせを受けても涼しい顔で反撃する意地の悪い部分などが見られた。連載が進むにつれてギャグパートでの表情の変化が多く描かれるようになった。
普段から友情や人情に厚い速水だが、キレた状態になると手がつけられなくなってしまい、もう立ち上がれない相手でも容赦なく打ちのめすという凶暴性を初期の日常編で二度見せている。また、終盤の日常編で後輩の恒司の友情を裏切った少年を殴りつけようとキレたことがある。
戦闘スタイルは、両の拳を使うボクシングスタイル。高速で放たれるナックルと、持ち前の身のこなしで戦う。必殺技は、敵の勢いと体重を破壊力にプラスして放つ「カウンター」。足技は滅多に使わないが、親友である麻生英二の得意とする倒立蹴りを真似たことがある。
決め台詞は「お前にはできないかもしれない」という否定の言葉。
最終話にて舞から「無茶をする時は自分にも相談してほしい」と笑顔で告げられ、いつまでも大貴を支えることを誓われた。これは今まで彼と付き合った女性たちの誰にもできなかったことでもある。以後も仁と共にナックルファイターを続け、不良に絡まれている少年を助けるところで「お前にはできないかもしれない」とキメ台詞を告げ、この物語は終わる。
鷹山 仁（たかやま じん）
声 - 鶴岡聡
本作におけるもう一人の主人公。関東最強の殴り屋と呼ばれる男。逆立った金髪にいつもサングラスをかけており、右目の目元に縫い傷があるのが特徴。本気でケンカに身を投じる際はサングラスを外す。ニヒルな性格で、自分のことを「オイラ」と呼ぶ。しゃべり方も田舎の方言が含まれているが、ケンカの際や過去の描写ではそういったなまりは一切ない。
少年時代アメリカで荷物運びのアルバイトをしており、素行不良だった彼は側にいた米国軍人の少年たちからの挑発を受け、殴り合いのケンカを始めた。その際に、少年たちのリーダー格と友情を深め合う。それをきっかけに鷹山は特殊部隊「SEAL」の軍曹と出会い、師事することとなった。しかし、前述のリーダー格とは軍曹の義娘を巡るライバルとなってしまい、恨みっこなしの殴り合いを繰り広げる。その際、鷹山は不可抗力から彼にケガを負わせてしまい、翌日行われた「SEAL」の試験中に事故を起こす結果となってしまった。日本に帰国後は、ケンカに明け暮れ、仕掛けてきた相手を必要以上に打ちのめしていた。そこを殴り屋の男に見咎められ、半ば強引に食事へと付き合わされた。男がほがらかながらも相当な実力者だという事実に鷹山は興味を持ち、彼から殴り屋の世界へ引きずり込まれた。男を先輩として慕い、しばらくは共に仕事に励んでいたが、頭上から落ちてきた鉄骨から鷹山を庇ったことで、片足に障害を抱えてしまった。それから先輩は殴り屋を廃業し、鷹山の前から姿を消してしまう。その後、自分を狙う刺客に追われ、負傷していたところを響竜臣に救われる。そして、自分の命を軽く考えていたことを叱咤され、今の人格を形成するに至った。
殴り屋として商売をしているときに、速水大貫を潰して欲しいと依頼を受ける。だが依頼主が自分と速水も潰そうと画策しているのを見抜き、速水との勝負の最中に絶妙なコンビネーションで依頼人とその刺客を撃退する。その勝負を通じて2人はお互いを認め合い、友情が生まれた。
主な戦闘スタイルは、軍隊仕込みのマーシャルアーツである。ジークンドーから関節技、プロレス技まで幅広く戦闘スタイルを見せる。ケンカでは相手の関節をへし折って無力化するシーンが多い。また、相手が武器を使わない限りは自分も武器を使わない。速水との初対決でも足技を使わないという理由から、自分も使用しなかった。つまり相手に合わせる、公平なスタンスをとっている。
後年、番外編『ダブル・ハード side story〜殴り屋・鷹山仁〜』が掲載され、単行本も発売されている。そちらでは依頼人から姉の変死の調査を依頼され主人公として活躍する。連載終了から相当な期間があったのと掲載誌の関係で内容がアダルト寄りなのが特徴。また戦闘は殆どなく、事件の解明と内容に主軸が当てられている。

### 準レギュラー
ヒロインである杉浦舞や後輩である秋葉恒司は、基本的に日常編や中編のみの登場となっている。長編のキャラクターはほとんど新キャラで構成されているため、過去に登場した長編キャラや日常編のキャラはまったく登場しない。
杉浦 舞（すぎうら まい）
声 - 佐倉薫
大貴のガールフレンドにして同級生。父親が杉浦総合病院を経営しているため、その影響を受けて傷ついた人や困っている人は見捨てられない性格となった。電車の中で子供に絡む不良2人を見咎めた際に絡まれ、大貴によって助けられたのが彼との出会いとなる。
その後、幾度となく大貴に助けられ、また傷ついている彼を目にすることで意識していくこととなる。なお、長編の話には一切登場せず、9巻からは長編が続いていくので出番が激減していた。最終話にて速水に対し、「無茶をする時は自分にも話して欲しい」と話し、どんな苦境にも立ち向かう彼を笑顔で送り出せるようになることを誓った。
ダイエット中は気が立っており、昔から通っているジムでボクササイズに励んでいる（大貴も同じジムに通っている）。ジムのおやっさん（トレーナー）からは、そのパンチを賞賛されており、「舞ちゃんスペシャル」と名付けられている。威力は不良を一撃で沈めるというもの。スキーの指導員の資格を持っており、5巻にてその技量が披露された。
秋葉 恒司（あきば こうじ）
大貫の高校の後輩。16歳。姉が一人おり景子とは知り合い。父親の仕事の都合で幾度となく転校を繰り返しており、周囲からナメられないようにと悪ぶるようになった。
私立帝城高校へと編入し、その後、槙の束ねる暴走族マッドパワーズに入団。リーダーである槙を尊敬し、大貫も敵わないと思い込んでいた。しかし、他所の暴走族に槙が手を出してしまい、そことの戦争回避のため恒司をリンチにしてよいという条件で売り渡されてしまう。槙の人間性を知ったと同時に、速水に助けられ、彼を先輩と尊敬するようになる。アルバイトをしているが、何かにつけて速水から「今月厳しいのでお金貸してください！」とタカっている。速水も親からの仕送りがなくなりかけたとき、鷹山にタカっており、悪い部分は非常に似通っている。
だんだん速水の影響を受け、彼と同じように不良に絡まれている人を助けようとするようになる。しかし身長も低く腕力にも乏しいためケンカの腕前は悪い。後にジムに通い続け打撃力の弱さを克服。終盤の日常編にて、自分を人質に取った不良を頭突きと拳の打撃でKOし「雑魚キャラ」卒業を果たした。
舞同様、日常編でのみ登場。長編ではまったく出番がない。
琉崎 隼人（りゅうざき はやと）
ブラック・クルセイダー編、初期から終盤の日常編、梁斐編、ジャックス編、三浦かれん編、最後の戦いに登場。横浜の殴り屋で、横浜二強の一人。プレイボーイだが依頼人や標的が誰だろうと仕事はきっちりこなすというタイプ。得意の空手と身体能力を活かしたアクロバティックなスタイルを得意とする。拳を主体として戦う大貴とは違い、琉崎は蹴りも得意としている。
大貴に恐喝を邪魔された不良たちが彼を妬み、琉崎に依頼したことで大貫と出会う。激戦を披露した後で大貴の実力を認め、良き友人となった。
人にこき使われるのは性に合わないという理由から殴り屋となり、定職に就こうとはしていなかった。しかし、ストーリー後半にて生活の苦しさから脱却するため「琉崎探偵事務所」を設立。殴り屋家業よりも稼げることに驚いていた。
必殺技は、遠心力を利用することで強化された一撃を放つというもの。29巻のストリートギャングとの対決では、琉崎が主人公となるため遠心力を使った攻撃を何度も披露した。
フルネームが明かされたのは、マリア初登場の回から。それまでは琉崎としか呼ばれていなかった。
錦 景子（にしき けいこ）
ブラック・クルセイダー編、初期と終盤の日常編、ジャックス編、最後の戦いに登場。横浜二強の一人にして、横浜最強の殴り屋。蹴りを主体とした戦い方をする。ヘビースモーカーで、毎回タバコを吸って登場する。大人の女性としてクールな装いだが実際は気が強く、激情した時は蔑んだ眼差しを相手に向ける。相手が女性であろうとも顔面に蹴りを放つという容赦のない性格。琉崎も頭が上がらず、彼女のことを「景子さん（錦さん）」と呼んでいる。琉崎との出会いの経緯は不明。
登場した当初は謎の多い人物で、琉崎の知り合いとしか明かされていなかった。しかし徐々に素性が明かされていき、横浜最強の殴り屋、錦コンツェルンの令嬢、と明らかになっていった。琉崎が警察に捕まった際に保釈金を払ったり、大貴たちのためにヘリコプターまで用意した。また、別荘も所持している。そして26巻の日常編では、錦グループ会長の孫であり、会長の秘書として国内外で活躍していることが明かされる。
初めは大貴たちに気のない態度を取っていたが、その実力を認めた後には本来の優しさを見せるようになる。舞との絡みでもお姉さん的な立場となり、大貴との関係に頭を悩ませる彼女を励ましたりしている。
登場当初は、パンチラキックや下着姿など披露していたが、ストーリーが進むに連れて濡れ場は完全になくなっていった。基本的には数巻をまたぐ長編には登場せず、このため長期間出番がなかった。ジャックス編で再登場するが、戦闘にはほとんど参加せず、人質となっていた英二を助けたり、速水たちに物資を補給したりとサポート的な役割をこなしていた。また、日常編においてボスキャラと戦う場合もあるが、苦戦することもなく大抵は瞬殺で終わる。唯一彼女が本格的に戦ったのは、日常編でのサラとの対決のみ。相手の力を見たいという好奇心からの長期戦であり、顔面への回し蹴り一閃であっさりと片付けた。
最終巻での最終決戦では髪型を変えて登場した。また、恒司の姉とは知り合いで、恒司が能堂に重傷を負わされて入院した際、面会に来た時も髪形が若干変わっていた。
フィニッシュブローは、相手の顔面に強烈な回し蹴りを打ち込むというもの（パンチラキックがこれに当たる）。基本的に素手での戦いは行わず、蹴りを主体とした戦法を得意とする（30巻の最終決戦では琉崎と共に、バイクに騎乗した相手への飛び蹴りを披露している）。「私は半端が嫌いでね」という台詞が示すとおり、彼女は同性である沙羅との対決でも、容赦なく顔面への蹴りを放っていた。クールでさめた態度を取ることが多い彼女だが、こと戦いに関しては一切の容赦がない「レディ・タイガー」である。
14巻から獅子上光一との対決が終わるまで登場しないため、かなり長い期間描かれていなかった。登場するたびに顔が変わり、26巻では男性のような顔になっている箇所が多々あった（作者曰く、描き方を変えてから女性の顔を描くのが苦手とのこと）。

### 警察関係者
桑木（くわき）
かつて大貴の父の部下だった刑事。階級は警部。父と同じく、一度決めたら絶対に後には引かない性格をしている大貴が無茶をしないように心配しており、彼が厄介ごとに首を突っ込もうとするのを牽制したりしている（全て無駄に終わっている）。
警察上層部からも信頼が厚く、警視総監に直通の電話をかけられるほど信頼を受けている。そのため、他所の署長とは言え桑木には頭が上がらない。
実力は不明瞭だが、汚職刑事を壁際に殴り飛ばして怒鳴りつけた時や、大貴と互角の死闘を繰り広げた聖健吾相手に一歩もひかず、自身の手で取り押さえようとしたことがある。その厳格さは、琉崎も驚いていたほど。
鈴宮（すずみや）
桑木警部の部下にして相棒。一人称は「ぼく」。
桑木の補佐的な役割をこなしており、よく桑木の言いつけを破ってやんちゃな行動をする速水の監視などを勤める。桑木の出番が減るにつれ、中盤以降は登場しなくなる。
上野 藍（うえの あい）
29巻から登場する婦人警官。正義感が非常に強く、自称「正義の味方」。どんな小さな犯罪でも絶対に見逃せない性格をしている。融通が利かない一面を持っており、暴漢から助けてくれた仁に対して、駐車違反の注意をした。
元々は交通課の巡査だったが、鷹山との一件で念願の「刑事」となる。得意技は一本背負い。
京香（きょうか）
29巻から登場。上野藍の友人。交通課所属の女性警察官で、仕事でも日常でも藍とコンビを組んでいることが多い。
速水の父
大貴の目標。一年前、日本を発つ前は桑木の上司であった。息子である大貫を連れて日本を発ち、今ではロサンゼルスの警察学校の教官となっている。
5年前、自衛隊の上官に重体を負わせた冴木将士をあっさりと取り押さえたことがある。大貴が「勝ちたい」相手。
性格は、桑木曰く「一度決めたら引かない性格」とのこと。決め台詞は大貴と同じく「お前にはできないかもしれない」という否定の言葉。最終巻にて過去の回想のみに登場。その時の容姿はつば広の帽子をかぶって目元を隠し、口ひげを蓄えている中年男性であった。

### 日常編
大塚 美樹（おおつか みき）
恒司の彼女。ファーストフード店でアルバイトをしており、恒司に一目惚れされる。だが、その時点で既に付き合っている男性がおり、彼女は誘いを断ってしまった。しかし、相手の男は仲間と一緒に彼女をおもちゃにしようと画策しており、無理やりレイプしようとしていた。そこへ駆けつけた速水と鷹山、そして恒司に助けられ彼と付き合いを始める。
バイト初期の日常編によく登場していたが、終盤までほとんど登場しなくなる。
おやっさん
大貫が通うジムのトレーナー。付き合いが長く、大貫が子供の頃から見知っている仲である。大らかで気さくな人物だが、武骨組の守屋がジムに訪ねてきた時は、周りの人を気遣って、「用がないなら早く出て行って欲しい」という旨をオブラートに包んだように遠まわしに伝えている。
紅林 徹（くればやし とおる）
もめごとを嫌う高校生。
以前、人助けをするため不良を叩きのめし、そのため周囲の人間に恐れられ、孤独感から人間不信に陥ってしまった。少年達に軽犯罪を強要している男、坂巻が紅林に接近。人間不信に陥っていた彼は、「人助けをしたところで自分がつらくなるだけだ。ならばいっそ、欲望に身を任せてしまったほうが何も考えずにすむ」と考え、坂巻の一味となり、命令で鷹山の首を狙う。
しかし、大貫との勝負で敗北し、「優しすぎるから苦しんでいる」こと、そして自分をあっさりと打ちのめした大貫もまた、自分と同じ人間だと知り改心した。それから本来の人格を取り戻し、人助けを生きがいとするようになった。
普段はメガネをかけて弱々しい青年を装っているが、実際はかなりの美男子。有名な週刊誌の表紙を飾ったほか、芸能人たちを差し置いて人気投票で二位にランクインしている。
しかし、戦闘に関しては別人のように鋭い目付きと、それに見合った攻撃を見せる。まるで全身が刃物のような鋭い攻撃を得意としており、鋭さとキレを持った連続蹴りは、離れた位置にある絵画を切断してしまった。
叶 明日香（かのう あすか）
最終巻に登場。元々はバンドグループで活動するギター弾きだったがメンバーが解散してしまい、以後は路上で演奏して過ごしていた。そこへ悪党たちに絡まれた際に紅林に助けられるが、当初は相手がモデルということで劣等感を抱いていたため無碍にしてしまう。
その後、悪徳芸能事務所の所長・醒（ほし）からスカウトを受けるが、これは前述の悪党たちが報復のために仕組んだ罠であった。事務所に入るなり悪党たちに襲われるが、醒の噂を聞き付け現れた紅林に救われる。
紅林の言葉により彼に抱いていた劣等感は消え去り、今度こそ自力で成功を掴んでみせると路上で演奏に励むことに。紅林が遠くから彼女を見守っていると、そこに知り合いである元人気ロックグループの男性・RYOが現れ、明日香の夢に協力することを紅林に告げるところでこの話は終わる。

### 梁斐編
ジャック・パンサー
梁斐編のみに登場。通称、壊し屋（クラッシャー）・ジャック。平たく言えば外国の殴り屋である。
短く切り揃えた金髪にサングラスをかけ、ジー・クンドーを主体とした蹴りでの戦闘を得意としている。スライ・レオーネによって弟が重体にされ、復讐を誓いスライを追いかけて日本へやってきた。その際に鷹山に恨みを抱く水兵から依頼を受け、鷹山と対決する。双方共にダウンを奪われ、互角の戦いを繰り広げるも、最終的には鷹山の肘討ちで再びダウン。決着が付いたかと思われたが再度立ち上がり、戦う意思を見せるも、鷹山達から梁斐の名前が出たことで、一時中断。
その後、鷹山達から梁斐の連絡先を聞き出し、鷹山達と共に戦うことになる。マイクを文字通り一蹴し、弟を重体にしたスライと戦うも、スライの使うマーシャルアーツの前に徐々に押されていく。ジー・クンドーのコンビネーションで一時的には押し返すものの、最終的には鎖骨を折られる重傷を負い戦線離脱となる。その後、事が解決した後は、弟のために生きることを決心し、鷹山から知り合いの医者の連絡先をもらい、日本を去っていった。
クリス・レイノルズ
梁斐編の回想のみに登場。レイノルズ病院の跡取りにして、ひとり娘。金や地位に興味のなかった父は、ボランティアで世界中を駆けずり回っていた。そのせいで父親から愛されていないと思っていたクリスだったが、無差別テロで父親が死んだ際に彼に助けられた者たちから励ましの便りが多数届いた。手紙の写真に写っている父の笑顔を見て、父への尊敬を取り戻した。以後、スラムの病院で看護婦としてボランティアを続けるも、祖父はそれを快く思っておらず御曹司と結婚させて身を固めようとしていた。負傷していた梁斐を看病し、縁談を破棄するために協力を申し出る。その後、ふたりは恋仲となったが、梁斐を怨んでいたギャングの襲撃により命を奪われてしまった。

### 神戸編・ジャックス編
麻生 英二（あそう えいじ）
那加田編やジャックス編、琉崎日常編に登場。蹴り技を主体に戦う、神戸のナックルファイター。他人を思いやる心を持っているが、素直にそれを告げられないため、突き放すようなぶっきらぼうな態度を取ってしまう。直情的なところがあり、一人で突っ走って無茶をしてしまうことも。
親友の就職祝いに飲みに誘い、その帰りに飲酒が原因で親友が大怪我をしてしまう。それを自分の責だと感じた麻生は、入院費用を稼ぐために金儲けに奔走する。元々は暴走族の切り込み隊長的な立場にいた人物であり、その実力を利用しようとかつての仲間に狙われていた。だが、速水との出会いにより窮地を脱し、互いに認め合う仲となる。
琉崎と知り合った当初は、マリアの嘘のせいで琉崎のことを「すけこまし」だと勘違いしており、お互いに仲が悪くなり本気のケンカにまで発展しかけた。しかし、琉崎が奈々を助けたことや、マリアという彼女がいるのに他の女に声をかけていたのが誤解だと知り、和解した。
高木 奈々（たかぎ なな）
那加田編やジャックス編、琉崎関係の日常編のみに登場。英二の幼馴染のガールフレンド。愛称は「なっちゃん」。いつも無茶ばかりする英二を気にかけており、ほのかな恋心を抱いているが、言い出せずにいる。

### ボディガード編
渡瀬 冴香（わたせ さやか）
ボディガード編のみに登場。人気上昇中の新人女優。元々はティッシュ配りのバイトをしながら女優を目指す女性だったが、暴漢に絡まれている喜多見を絶妙な演技力で助けたことで本格的に芸能界へと切り込むことになった。その後、獅子上エンタープライズ、正確には獅子上光一からしつこく勧誘を受ける。やがて勧誘はエスカレートしていき、脅迫や誘拐じみたことをするにまで至り、獅子上の刺客に襲われているところを仁に助けられる。それがきっかけとなり、仁にボディーガードを依頼するが、面倒ごとはごめんだと大貴に押し付けてしまう。こうして大貴をボディガードに雇った冴香は、次第に彼の強さと優しさに惹かれて行くこととなる。
光一とは女優のオーディションの時に出会った。既にオーディションは裏工作により、受かる組と落ちる組に分けられていた。何のツテもなかった冴香は当然のように落選。獅子上光一に裏工作の件を告げられるが、自分の努力がいつかきっと芽生えると信じて女優の夢を捨てようとはしなかった。それがきっかけとなり、光一から惚れ込まれてしまうこととなる。光一と大貴の最終決戦の後、自分の気持ちを2人に告げて女優の道を歩むことを固く決心した。
響 竜臣（ひびき たつおみ）
ボディガード編のみに登場。「隻眼の竜」と呼ばれた伝説の殴り屋。過去、追われていた仁を助け手当てしたことがある。当時すさんでいた仁は、竜臣との出会いがきっかけになり、今の人格形成に至った。普段は獣医だった経歴を活かし、山奥で医者まがいのことをして暮らしている。
渡瀬冴香の実の父親であり、殴り屋時代に恨みを買った連中から狙われていることで妻との離婚を選択。以後、誰にも会わないように山奥へと隠れ潜むこととなる。
主な戦法は、関節技や締め技を主体に攻めるというもの。
喜多見 晋司（きたみ しんじ）
ボディガード編のみに登場。新人女優渡瀬冴香のマネージャー。気弱だが、芸能活動には精力的に動くメガネ君。

### 速水大貴編
速水の過去が強くかかわってくる日常を中心としたストーリーの登場人物。
亜矢（あや）
3巻のみに登場した女性。ヤクザに追われているところを鷹山に助けを請い、その後面倒を嫌った鷹山によって速水に押し付けられた。実は武骨組の（性格には淳也が）経営するキャバクラで一番の売り上げを出していたキャバ嬢だったが、淳也のピンハネに嫌気が差して売上金一千万を横領して逃走。淳也に追われることとなった。
性格は杉浦舞とは対照的におおらかで、開放的。着替え中のところを大貴に見られてしまい、赤面して慌てて謝罪した大貴に対して彼女は「別にいいのに」と笑顔を見せていた。初対面の舞に対しても大貴と同棲していることを声高に主張していた（舞への対抗意識からではない模様）。
初恋の相手と大貴が似ていることから、彼に対して好意的に接するようになっている。同棲中には大貴にべったりくっついて、手料理を振舞った学校まで迎えに行ったりしていた。
自分を守ってくれる大貴のことを本当に好きになり始める。中身がカラッポの冷蔵庫を見たとき、「あたしと一緒だ」と自分の境遇と例えている。最後に大貴へ手料理を振舞うために外出した途端、淳也たちに拉致されてしまう。監禁され、暴行を加えられた末に、武骨組の幹部クラスである狂一に顔を傷つけられそうになった時、速水と鷹山が乗り込んできた。ふたりを恐れた淳也は、もう亜矢に手を出さないと決めていたようだが、狂一は速水の不意をついて刺殺しようとナイフを突き出した。亜矢は咄嗟に速水をかばい、胸を貫かれてしまった。
瀕死の重傷を負った亜矢は大貴に自分の思いを告白する。好きな人に手料理を作ってあげることが夢だったと。それが叶ったことを告げ亜矢は意識を失うが、鷹山の手によって病院へと搬送され一命を取り留めた。淳也から奪ったお金も守矢の計らいで亜矢のものとなり、それを手に彼女は大貴たちの励ましを受けて新たに夢を抱いて歩き出した。
舞と大貴のふたりの仲を見て自分の介入する余地はないと諦めた模様。
涼子（りょうこ）
本編が始まる以前、不良に絡まれていたところを大貫が助けた女子高生。彼とほぼ恋人同然になるが、親の都合でロスへ経ってしまい破局となった。
キル・ロバーツ
速水がロサンゼルス時代に知り合った友人。同級生であるシンシアに思いを寄せていたが、彼女といい感じの雰囲気になった速水に嫉妬したことで陰湿な嫌がらせを開始。ホットドッグにマスタードをたっぷりつけてやったが、逆に速水から砂糖が大量に入ったコーヒーを差し出されてしまった。本気のケンカになりそうだったところをシンシアに止められたことで和み、その後友人となる。シンシアが速水に好意を寄せていることに気づき、自分の気持ちは諦めてふたりの恋愛成就に協力するが、シンシアの親の都合で外国へと発ってしまい、成就には至らなかった。
性格は、外国版の琉崎と言った感じで、日本人の文化（主に女性）に興味を持っている。パソコンで日本の女性とメールを交わしており、相手に大人な女性の印象を抱いて浮かれていたが、本当の相手は大人ではなく小学生だったことを知り落胆する。メールのやり取りをする際は速水の名を騙っている。相手は成人した女性だと嘘を付いていたが、キル自身も自分が日本人だと嘘をついてメールのやり取りをしていたことが発覚する。
日本語はしゃべれるが、言葉の意味を勘違いして周囲を困らせるてしまうことも。
戦闘スタイルはスピーディな動きから繰り出されるストリートファイトを得意としている。
シンシア
速水がロサンゼルスに在住していた時に知り合った女性。速水とは両思いの仲であったが、恋人になる前にシンシアから身を引いて国外へと発ってしまった。
その後、マーチス財閥の御曹司ケイン・マーチスと知り合い、失恋していたシンシアはやがて彼を愛するようになる。
ケイン・マーチス
マーチス財閥の御曹司。だが父親の跡を継ぐ気はサラサラなく、プロのレーサーになることを目標としている。自分の会社が主催するパーティーで、重役の息子達に絡まれていたシンシアを助けたことで彼女と恋仲となる。
シンシアに対する独占欲は強く、彼女が過去の思い人である速水大貴の出現で心が揺れていた時には、その不安を取り除くため速水を潰そうとしていた。時速数百キロの世界で生きていることで養われた動体視力を武器に、速水と対決。彼のラッシュを「遅い遅い」と嘲笑ってかわし、最初は戦局を有利に進めていた。しかし、速水の信念の前には動体視力だけでは叶わず、胸倉をつかまれての接近戦で殴り倒されてしまう。
しかしこの戦いを通じて速水とケインは互いに解り合い、和解する。
戦闘スタイルは、レーサーの世界で養われた動体視力と軽快なフットワークから攻撃を放つというもの。構えはやや特殊で、あごを少し上に向かせたものとなっている。その実力は、キル・ロバーツを二度も降すほどであった。
杏（あん）
28巻の日常編のみに登場。おやっさんの一人娘。芸能人である古沢洋平と付き合っていたが、大貫に乗り換えて彼と絶縁しようとする。
実際は洋平のマネージャーに「恋人がいるとイメージがダウンして人気が落ちるかもしれない」という理由から別れるように言われ、大貫に新しい恋人を演じてもらい、洋平から離れようとした。

おやっさんからは恋人がいるのを快く思われてはおらず、複雑な親心を抱かせていた。大貫とは幼い頃からの付き合いで、彼にとって妹のような存在となっている。苗字は不明。
古沢 洋平（ふるさわ ようへい）
今売り出し中の人気アイドル。顔だけでの青年ではなく空手も習っており、全国大会に出場したほどの実力を持つ。杏の彼氏だったが、突如として彼女から「新しい彼氏ができたから別れて欲しい」と一方的に言われてしまう。

### 鷹山仁編
鷹山仁の過去や人間関係を描く物語の登場人物たち。
室田（むろた）
仁を殴り屋家業に引き込んだ中年男性。自身も殴り屋であり「蹴りの室田」と言われるほどの実力者。仁にとっては殴り屋の先輩に当たる。仁からは「優しさと強さを兼ね備えた一流の殴り屋」と評されていた。かつては空手の達人として世界選手権に参加するはずだった。
ヤクザ（あるいはチンピラ）を相手に一方的なケンカをしていた仁は、通りかかった室田に見咎められ止められる。そのまま食事に誘われて説教を受け、仁の実力に目をつけた室田から勧誘を続けられたことで殴り屋となった。仁も彼に笑顔を見せるようになり、やがて先輩後輩の関係となる。仁は頭上から落下してきた鉄骨に押し潰されそうになる。室田は仁を庇って片足をケガしてしまい、殴り屋を断念。仁の前から姿を消し、取り立て屋としてヤクザに雇われることとなった。
足自体は完治しており、きっかけさえあれば歩けるようになると医者に言われたが、室田には暗い過去があった。当時恋人だった美織がチンピラに絡まれた際、激昂した室田は相手を半殺しにしてしまう。このことで空手を破門されたばかりか世界選手権も断念することとなった。仁と出会って笑うようになったが、上記の事故により仁を避けるようになり、暗い人柄に代わってしまっていた。
仁に怨みを持つ男が室田を雇い、けしかけるが仁は遠慮なく反撃。失望した男は美織を人質に取り、仁への抑止力に利用するが失敗。男をぶちのめした室田は、自分がいつの間にか歩けるようになっていることに気づいた。仁はあえて室田を攻撃し、歩くきっかけを作ろうとしたのだった。こうして改心した室田は完全に足を洗い、妻と共に真っ当に働きながら生きることを告げ、仁と和解した。
美織（みおり）
室田の妻。現在はスナック（もしくはバー）のママをやっており、室田を支えて暮らしている。
ルイス軍曹
10年前、鷹山がまだ少年の頃に、横須賀の米軍基地で知りあった黒人男性。鷹山の最初の師であり、格闘技の手ほどきをした。鷹山曰く「親父と同じにおいがする」。その正体は、かつて海軍特殊部隊SEALに所属していたプロの軍人。10年前、横須賀基地にて仁に格闘技の手ほどきをした黒人であった。
日本からいつまでも祖国に帰らず、悪事ばかり働いているドルフを連れ戻しに日本へとやってきた。その際、鷹山もまたドルフを狙っていることを知り、久しぶりに鷹山の実力が見てみたくなったのもあり、ドルフに「鷹山を倒せば営倉行きは見逃してやろう」と持ちかけた。
現在は、軍の任務で南米に飛んでいる。仕事で忙しいため、養女であるソフィアとは1年に一度しかあえていない。
ソフィア
鷹山を鍛えたルイス教官の養女。実の両親を失い、ルイスによって引き取られた。養父と同じく彼女もまた軍隊の一員となり、海軍特殊部隊SEALに入隊した。
父親が有名な軍人だったため、周囲の同僚からは蔑みと嫉妬の対象にされ、陰湿ないじめを受けてきた。だがサムや仁との出会いで心身ともに大きく成長を果たし、やがて仁に対する恋心を芽生えさせる。しかしサムが落下傘訓練に失敗し死亡。それから現代にてフレディから仁がサムを刺したという歪曲した情報を与えられたことで復讐を決意。仁を殺すために来日した。しかし真実は、仁とサムがソフィアを賭けて決闘をし、その勝負の最中に事故で負傷したというのが真実だった。そのことを知り仁を狙ったフレディの凶弾からかばい重傷を負ってしまう。その後、フレディは仁によって捕らえられ、ソフィアは病院へ搬送されて一命を取り留めた。「もしもサムが生きていたら……」と少年少女時代の思い出を懐かしむ。誤解は解けたが仁と恋仲になることもできず、互いにさよならを交わした。
サム
本名は、サミュエル・J・フォード。愛称でサムと呼ばれている。仁とソフィアの親友。
鷹山に出会う前は、ソフィアのことを「教官のお嬢様」としか見ていなかったが、次第に彼女の行動力や思いやりに惹かれていくこととなった。SEALの入隊試験最終日直前に、親友の鷹山と決着をつけるべく殴り合いを始める。その際、鉄棒が背中に刺さってしまい怪我を負ってしまった。しかし、SEALになるのと同時にソフィアに告白するつもりだったサムは、鷹山にこのことを黙っていてくれるように頼む。結局サムは最終試験に落下傘訓練に失敗し死亡。思いが成就することはなかった。
サラ・フォークス
ハウザーとの対決が描かれる沖縄編に登場した潜入捜査官の女性。鷹山仁と共にハウザーの組織と戦い、ついに組織壊滅寸前まで追い詰めた。
スティーブ・ギブソン
かつて横須賀基地で仁と共にルイスに鍛えられた男性。同僚のマークが武器の横流しを行なっている現場に居合わせてしまい、説得もむなしく銃撃されそうだったので反撃。マークと密輸組織の人間を射殺してしまう。
だが武器の横流し及び殺人の嫌疑をかけられたのはスティーブの方であった。軍の上層部と密輸組織がつながっており、組織の報復から身を守るためにスティーブは基地から脱走。ひとり娘のジェミーと会う機会を窺いながら逃げ続けていた。組織のメンバーに愛娘を拉致されてしまうが、事情を知った仁に助けられ証人保護プログラムによって家族と平穏な暮らしが遅れるようになった。
ジェミー・ギブソン
スティーブの娘。母親を早くに亡くし、突如行方不明となった父への愛情に飢えている。
人見知りが激しく、心を開いていた相手は愛犬のペスと祖父くらいだったが、鷹山に助けてもらい、そして父との再会を果たせたことで生来の明るさを取り戻すようになる。
好意を抱いた相手には、ケチャップをたっぷりと盛り付けたポテトをプレゼントする。
ジェミーの祖父
スティーブの父親で、ジェミーの祖父。
ペス
ジェミーの愛犬。
マーク
スティーブの同僚だったが、母親が病気で倒れてしまい治療費を捻出するために武器の横流しに手を出してしまう。その現場をスティーブに見られてしまい、説得をされたが後には引けず彼に銃口を向けてしまい、逆に自分がスティーブに射殺されてしまった。

#### ダブル・ハード side story〜殴り屋・鷹山仁〜
鷹山仁を主人公とした読み切り作品。ダブル・ハード完結からかなり後に描かれたことや掲載誌の関係から性描写が多いのが特徴。戦闘シーンは特になく、事件の核心と裏社会の雰囲気を重点に置かれて描写されている。
蓮上 杏（はすうえ あん）
女子高生。自殺に見せかけて殺された姉・彩の死の真相を確かめるべく鷹山に依頼する。スマホやパソコンのハッキングを得意としており、姉の死に亨が関わっていることを知ったことで命を狙われている。
蓮上 彩（はすうえ あや）
杏の姉。生命科学者。亨とは元同僚で恋人同士だったようだが、彼の不正を知ってしまい脅迫される。それに応じず不正を告発すると返事したためシェリーたちに殺害された。
天野 亨（あまの とおる）
キザな青年。元々は科学者だったがその下衆な性格ゆえにチームから外されたと彩に言われている。軍事転用可能な新型ワクチンのデータを盗み、それをシェリーらを通じて金に換えようとしていた。彩のIDを用いて情報を盗み出したようだが、当の彩から不正を告発すると言われ抹殺を指示した。杏も始末しようとしたが直後に鷹山に殴り飛ばされ重傷を負い、そのまま公安に彩の殺害容疑で逮捕された。
シェリー・ウォン
本作の黒幕。亨の愛人（あるいはセックスフレンド）。正体はテロ支援国家の工作員。鷹山と共に現れた公安の人間に逮捕された。

### 琉崎隼人編
琉崎隼人を主役にした日常編に登場する人物達。
桜木 マリア（さくらぎ まりあ）
15歳、市立高校に通う一年生。中学生の頃は万引きなどの軽犯罪を犯して警察にお世話になっていたが、進学してからはぱったりと止めてしまった。
琉崎関係の日常編やジャックス編に登場。親への反発から万引きなどの犯罪に手を出していた。無理やり援助交際をさせられた親友が自殺を図り、その仇を討とうと黒幕を探している時に琉崎と出会う。助けられてからは琉崎に一目惚れし、彼のことを追いかけている。
三浦 かれん（みうら かれん）
琉崎の依頼人（クライアント）。ストーカーに追われる自分を別荘まで護衛して欲しいと依頼した。
貿易商を営む両親を失い、親戚に引き取られた過去を持つ。しかし親戚は善意で引き取ったのではなく、かれんに転がり込んでくる両親の遺産が目当てだった。それにより、極度の人間不信に陥ったかれんは、いつしか誰にも心を開かなくなっていた。自殺するつもりだったが琉崎に助けられたことで改心。事件収束後、外国へ留学し彼に手紙を送り「帰国したら彼女にしてもらえますか？」と新たな恋を胸に生きることを誓った。
ヒロ君
かれんの彼氏で某有名弁護士の助手。クビになった腹いせに横領を働き、弁護士の裏金を奪って逃走している。

### ミッドナイトキング
初期に登場し、時にはツーメン・アーミーの敵として、時には味方に近い立場として登場する。しかし神条兄の退場と共に出番はなくなる。神条兄弟には名前の設定がない模様。よって兄弟どちらとも「神条」と呼ばれている。
神条（兄）（しんじょう）
ミッドナイトキングのリーダー。いつもサングラスをかけている寡黙な男。だが仲間思いであるため、チームのメンバーからは慕われており、彼のためには命を張る覚悟を持っているものもいる。弟には甘く、多少の我侭ならチームを使ってまで叶えようとする。弟の復讐に協力するが、相手がツーメン・アーミーの速水だと知り、無駄な抗争を避けるため彼を見逃そうとした。しかし、気の納まらなかった弟はバイクで速水に特攻。轢き殺そうとしたが、鷹山によって殴り倒されてしまった。弟を目の前で殴り倒されたことで、兄は憤怒を露わにして速水と鷹山を睨みつけた（それでも相手が相手なのでチームの存亡にかかわることから立ち去っている）。
速水とは副長の薮本の計略により一度だけ戦った。殴り合いの最中、薮本のわなを見破った鷹山が現れたことで勝負は一時中断。だが、速水と積極的に争うことを避けていた神条兄もこの戦いで火がつき、立ち去ろうとする速水に「てめえはまだ終わってねえんだよ」と言い放ち、勝負を挑んできた。速水の金的めがけての膝蹴りを繰り出し、それをガードされるのを見越していた神条は、本命の追撃としてストレートをしかけるが、速水は頭突きで迎撃。血まみれになりながらも、そこからさらに追撃のストレートを速水は放ち、最後の一手で及ばず敗北した。
弟の一件で杉浦舞に迷惑をかけてしまったことを気に病んでおり、不良に絡まれていた彼女を助けたことがある。仲間が事故に遭ってしまい、責任を感じてチームを脱退。事故死した仲間の親父が経営するバイクショップの店員となり、彼の形見のペンダントを手に真面目に働くことを誓った。初期の準レギュラーだったが、8巻の「ラストメモリー」を最後に登場しなくなってしまった。喧嘩の技量は決して低くはなく、自分より強い者に対する戦い方を心得ている。
ストーリー上、初めて速水に負傷を与えた男であり、勝負にこそ負けてしまったが、神条兄の攻撃を受けた速水に対して鷹山は「それだけ殴られたなら明日の顔がどうなってるか楽しみだな」と茶化している。
神条（弟）（しんじょう）
本編開始の第一話にて速水と対決した男。ミッドナイトキングの一員ではないがリーダーである兄の権力を笠に帝城高校を牛耳っていた。手下が失態を犯せば病院送りになるまで暴行を加えるなど、恐怖と暴力で不良たちを支配していた。転入生の速水に目を付け手下たちをけしかけるも一蹴されたため自ら一騎討ちを挑む。しかしあっさりと敗北し、それでも汚名をそそごうと兄の力を借りて舞を誘拐し、速水を呼び出してリンチにかけようとしたが失敗。二度目の対決でもあっけなく速水に打ち倒されてしまった。その後、隙を見てバイクで速水を轢き殺そうとしたが、鷹山の一撃によって完全にノックアウトさせられてしまった。後の話では、自分たちは速水になめられていると兄に何度も速水の抹殺を請うが、「なめられているのはお前だ」と一蹴されてしまう。ついには自分だけの力で速水を倒そうと、負傷したまま速水に挑戦。しかし怪我人では勝負を受けてもらえず、逆に「家まで送ろうか？」と気遣われてしまう。速水を追い払った後、ミッドナイトキングの裏切り者によってリンチにかけられてしまい、病院送りとなってしまった。
それからは速水に手出しするのはやめ、登場しなくなる。
弟から兄への思いは定かではないが、ミッドナイトキングがブラック・クルセイダーに襲われ始めた時は、兄のことを心配しているような素振りを見せていた。
ケンカの実力はさほど大したものではなかったが、逆恨みとはいえ執拗に速水に挑むなど執念と根性だけはあった。
ケンジ
神条（弟）の取り巻き。速水と同じクラスになる。速水の入学早々、気に入らないという理由で突っかかったが一蹴されてしまった。その後、仲間を利用して速水を体育館へ呼び出しリンチしようとしたが、あっさりと殴り倒されてしまう。神条（弟）の前で失態を働いたため、処刑という名のリンチにかけられて一か月の大怪我を負わされる。以後、速水には頭が上がらず、いつか仕返ししてやると思いながらも顔色を窺う日々をすごしている。
チェーンを武器として扱うが、噛ませ犬よろしく速水にあっさりとかわされてしまった。神条（弟）の退場と共に登場しなくなる。
神条（弟）よりも先に登場しており、バトルシーンが描かれた敵としては一番最初に速水と戦った相手。
高野（たかの）
神条（弟）の取り巻き。ケンジとよく一緒に登場する。杉浦舞と顔見知りだったこともあってか（彼女からは高野君と呼ばれていた）、彼女の拉致に一役買った。神条（弟）の退場と共に登場しなくなる。
薮本（やぶもと）
ミッドナイトキングのナンバー2。不真面目で不遜な薮元とは対照的に、リーダーの神条は生真面目で規律を重んじているため、神条を疎ましく思っている。彼を蹴落として自分がナンバー1になろうと画策しており、速水と神条の弟が対立しているのに目を付けた。片足が不自由な神条（弟）を背後から遅い、入院するほどの重傷を負わせ、それを速水の仕業に見せかけた。寡黙だが弟思いの神条は、まんまとその餌に引っかかって速水と一対一の対決を始める。このまま行けば神条と速水が潰しあい、自分がリーダーになれると思っていたところへ鷹山が乱入。部下のひとりが彼に口を割らされてしまい、薮本の悪事は露見してしまった。
それでも悪びれず、得意のナイフ裁きで鷹山を刺し殺そうとしたがあっさりと見切られて殴り倒されてしまった。

### 武骨（ぶこつ）組
ストーリー初期によく登場していた暴力団。暴力団としての規模は梁斐組と肩を並べ、関東でも五本の指に入ると言われる。そこの組長の御曹司である淳也が運んでくるトラブルに、速水と鷹山は巻き込まれることとなる。なお、梁斐編に突入してからは武骨組の出番はなくなる。
守矢（もりや）
武骨組のナンバー2として君臨する若頭。速水や鷹山とも面識があり、いつか2人を武骨組に迎え入れたいと考えている。極道として優秀な男で、鷹山から「あいつがいなかったら、武骨組なんてとっくに潰れてるぜ」と言わしめた。
初期にはよく登場していたが、淳也の退場と共に出番がなくなる。しかし、ボディ・ガード編終了後の日常編には、再び登場を果たした。
実力は未知数だが、速水に対し「必要以上に武骨組に手を出すようなら容赦しない」と言った時、速水の顔付きが変わったことからして相当な実力者だと思える。だが、彼の戦闘シーンは描写されず、主に淳也を諌めたりなど、武骨組関係の話でしか登場はしない。
武骨 淳也（ぶこつ じゅんや）
武骨組の跡取りで、一人息子のためか父親からは溺愛されている模様。そのため我侭に育ち、女と金儲けに精を出す小物な性格となっている。自分を利口な人間だと思っているが、実際は調子に乗りやすく尊大。そのせいで自爆する傾向が強く、毎回自分の行いでトラブルに巻き込まれている。父親と同じくキレやすい性格だが、実は泣き虫で、ちょっと脅されたりすると泣き叫んだり、平謝りしてしまう。
ヤクザであることを隠してバーのオーナーになったり、組の方針に逆らって売春を行っており、金のためなら何でもするという考え。金儲けの才能はあることを組員に賞賛されていたが、調子に乗りすぎて自滅してしまう。
舞の友人の女子に付きまとい、暴行（レイプではない模様）を加えたことで大貫に殴り飛ばされたことが初めの出会いとなる。以後、何かと自分の邪魔をする大貫と仁を目の仇にしている。
初期の日常編にのみ登場し、7巻が最後の登場となってそれ以降は一切登場しなくなる。主な遊びはバーで女をはべらせることで、鷹山からは「お前も遊びの範囲が狭いな」といわれてしまった。
武骨 丞一（ぶこつ じょういち）
淳也の父親にして、武骨組の会長。初老の男で息子とはかなり年齢が離れている模様。部下からはボスとも呼ばれている。和風の屋敷に住み、刀の手入れを日課としている。一人息子である淳也を跡取りとして大切に育てており、息子が殴り屋に襲われたときは激昂していた。淳也の短気な性格は彼から受け継がれたものだと思える。
頭に血が上りやすく向こう見ずな性分。淳也が女性関係で揉め、相手の女性が場数組のご令嬢だったため、殴り屋に襲われるという報復を受ける。跡取りを痛めつけられた報復で、場数組へ戦争を仕掛けようとしていた。だが、そこを守屋に説得され、一任した。
組の方針で売春はしないということになっているが、息子の淳也はそれを破って金儲けに勤しんでいる辺り、性格の全ては似通っていない模様。名前は紹介されているが、出番は滅多にない。
狂一（きょういち）
3巻に登場。武骨組構成員。残忍な性格をしており、愛用のナイフで失敗した部下の耳を切り落とす、売上金を持ち逃げした女の髪を切り、さらには喉もかき切ろうとするなど、かなり危険でサディスティックな男。その性格は淳也でさえも辟易している描写がある。大貴が本気でキレた初めての相手。

### ブラック・クルセイダー
能堂 剛（のうどう つよし）
都内の族を次々と潰しにかかる超武闘過激集団ブラック・クルセイダーの総長。身長は二メートルを越す。
冷酷非情極まりなく、凶暴な暴力衝動の持ち主。元は自衛隊員だったが、二年前、気に食わないという理由で上司に暴行を加え、それを止めようとした同僚を半殺しにしたことで除隊処分となる。それからは街中の荒くれたちを寄せ集め、ブラック・クルセイダーを結成。勢いをつけた能堂は、最強と名高いミッドナイトキングを潰そうと襲撃を開始する。
戦闘スタイルは、巨体とパワーを活かしたラフファイト。少々の攻撃ではビクともせず、自慢のパワーで相手を捕らえて壁に投げつけるという芸当を見せていた。勝つためには手段を選ばず、道具や人質を使うという卑怯な性格。肩を打ち抜かれて負傷していた神条兄を倒すが、その後に速水との対決に敗れる）。
無駄な筋肉のせいでスピードが殺されており、スピーディな戦い方をする速水にはダメージを与えることができなかった。残虐なラフファイトがたたって速水を怒らせてしまい、喉に一転集中させたラッシュを喰らいダウン。警察に逮捕されるが、仲間の協力により護送車から脱出。速水への復讐を誓った。
逃走後は手始めに、速水の後輩である秋葉恒司を車で轢き、意識不明の重体に追い込んだ。その後、杉浦舞を誘拐して速水をおびき出す餌にする。現れた速水に電話越しに舞の、断末魔の悲鳴を聞かせるという計画で速水を激昂させた（舞は直後に、警察に救出され間一髪で無事だった）。これらのことから正々堂々を旨とする速水に目潰しや金的蹴りといったラフファイトを行わせ、能堂が血反吐を吐くまで痛めつけても速水は攻撃をやめようとはしなかった。最終的に仁が止めに入ったため命は助かったが、動けないほどの重体となり今度こそお縄となり、以後登場しなくなった。
来留間 晃司（きるま こうじ）
ブラック・クルセイダーの下部の1人。元はD（デビル）コブラのリーダーであったが、能堂の仲間となりチームを解体した。ナイフの扱いに長けた男。廃ビル外で待機していた景子にナイフを突きつけ、人質として大貴と能堂の戦いに乱入。当初は景子をただの女と侮っていたが、ライターでナイフを落とされ、その隙を突いた蹴りで、一撃の元に倒される（琉崎はこの時初めて彼女が横浜の「錦」であることを明かしている）。
福尾 猟一（ふくお りょういち）
ブラック・クルセイダーの幹部の1人。小太りした巨体に禿頭が特徴。元々はバリバリの武闘派ヤクザであったが組から破門され、能堂の仲間となった。
正々堂々という言葉からは遠く離れた人間であり、スパイク状のトゲがついた鉄棒（モーニングスター）を使用し、さらには拳銃まで所持している。アジトに乗り込んできた鷹山と通路で対決する。
武器だけに頼る男というわけではなく、鷹山の拳を受けても倒れないタフネスを持ち合わせている。強靭な肉体による防御力と、武器の絶大な破壊力を併せ持つ強敵だったが、鷹山も通路に落ちていた小石を武器として使い、重量の上がった拳による「スペシャルコース」の直撃を受けダウン。しかしそれでもまだ立ち上がり、鷹山の背中に銃口を向ける。そのことで勝利を確信した福尾だったが、鷹山は破壊した扉を足で利用し銃を弾き、さらにその扉を顔面に叩きつけることで勝利した。なお、福尾はその際歯を全て破壊され、鷹山からも、「その歳で総入れ歯になるとはな…」と同情されていた。
平 兵鬼（たいら ひょうき）
ブラック・クルセイダー幹部の1人だが、正規メンバーではなくフリーの用心棒といった位置付け。アジトとして使用していた廃ビルの非常階段にて、琉崎と対決する。中国拳法を使い、その実力は他の幹部達とは一線を画す。事実、彼と戦った琉崎は終始劣勢を強いられ、服の下に仕込んだ鉄板で一時的に逆転するが、すぐにくつがえされてしまった（鉄板越しの衝撃で琉崎は肋骨を数本骨折しており、平の拳の凄まじい威力を物語っている）。その後、純粋な殴り合いで琉崎を追い詰めた平は、彼を非常階段から蹴落としたことで勝利を確信。だが、器械体操の要領で崩れた足場を利用しての金的蹴りを受けてしまい敗北。琉崎も辛うじて勝利した強敵であった。

針生 源士（はりゅう げんじ）
ブラック・クルセイダーの幹部の1人。元々は暴走族・鬼走戦隊（きそうせんたい）の総長だったが、配下を連れて能堂の傘下に下った。クロスボウの扱いに長けており、彼の部隊に所属する人間はそれを装備させられている。
ミッドナイトキングの壊滅を図る能堂の尖兵として送り込まれる。手始めにミッドナイトキングの集会に現れ、神条兄の仲間達を半殺しにした。その後、速水を襲撃して不意の一撃でバイクを横転させたが、重傷には至らず失敗。それでもしつこく神条兄の首を狙い、再びミッドナイトキングの集会場所を襲撃する。その時に居合わせた速水、鷹山、琉崎らと交戦。
神条兄からタイマンを申し込まれるが、針生は部下に不意打ちをさせ、神条兄の肩を矢で打ち抜かせた。相手に負傷を負わせ、自身が優位になったのを確信してからタイマンを受けた針生だが、それが逆に神条兄の怒りをかってしまった。
執拗に神条兄の傷口を狙い続ける針生だったが、単調な攻撃はすぐに読まれてしまった。傷口への攻撃を受け止められ、「てめえにはカリが多すぎる」の一言と共に放たれた猛烈な一撃によってダウンし敗北。

### ホワイト・トラップ編
二代目
真面目組組長の実子。周囲の人間からは「二代目」と呼ばれている。
自分のことを認めない父親を疎ましく思っており、彼がハワイへ旅行に行っている間佐伯家の跡取りを誘拐し、身代金をせしめて自分の力量を認めさせようと画策する。だが速水たちによって計画は頓挫。汚職刑事から事情を聞きだした桑木らによって逮捕されてしまった。
海枝（かいえだ）
真面目組の幹部。常にサングラスをかけた大男で、相当な力量を持っているパワーファイター。サングラスを外すと左目にトランプのダイヤを模したような刺青が付けられていることがわかる。
自己過信に過ぎる性格で、たった三人で構成員達を打ちのめして景子、琉崎、速水相手に「三人まとめてかかってくるか？」と言い放っていた。裏を返せばそれだけの力量の持ち主で、景子も「危険ね。あの男、他の連中とケタが違うわ」と警戒心を露わにしていた。
真面目組と内通している岩田が到着したことで速水たちは逮捕されてしまい、海枝と対決することはなかったが、後に鷹山と一騎討ちで決着をつけることとなった。接近戦では鷹山と互角の勝負を繰り広げたが、スリーパーホールドによって首を締め上げられてしまい、そのまま気絶して敗北となった。
戦い方は、その外見どおりパワーにこだわった上手投げやストレートなどの接近戦を得意とするほか、目潰しも用いる。
沼田（ぬまた）
真面目組の構成員。他のヤクザからさん付けされていたり、命令していた。
速水の拳を何度も喰らってもものともしないタフネスと、メリケンサックを武器に速水と激戦を繰り広げた。決め手にかける速水相手に優勢に勝負を進めていたが、とどめに放った拳をかわされて壁を破壊し、その際に絵画が落下して視界をさえぎった瞬間、速水の拳が頬に命中。そのままこめかみ（テンプル）に拳を打ち込まれてしまい、脳震盪を引き起こしてダウンしてしまった。速水からは拳のスピードが遅いことを指摘されていた。
天野（あまの）
真面目組の構成員。さん付けされている。琉崎と対決する。
チェーンソーを武器としており、人の命を奪うことに抵抗がない残虐な性格をしている。チェーンソーを駆使する相手のため琉崎も苦戦を強いられたが、とどめを刺される寸前にペットボトル飲料を目潰しとしてかけ、蹴りを打ち込むことで天野の武器を手放させた。そして再度放たれた蹴りによって窓の外へと吹っ飛ばされKO。琉崎からは「…しょせん、おめぇは素手じゃそんなモンよ……」と蔑まされてしまった。
岩田（いわた）
真面目組と内通している汚職刑事。厳格な中年男性に見えるが、実際は金のために平然と人の命を奪う外道。真面目組と手を組んで佐伯家から身代金をふんだくる計画に加担していたが、速水らの活躍によって計画は失敗。身代金を分配する直前に現れた速水によって殴り倒されてしまい、御用となった。
岩田の部下
金を握らせられて速水たちを誘拐犯の一味として警察署内の牢屋に監禁した男性刑事。桑木によって殴り飛ばされ、怒鳴りつけられたことで全ての罪を自白した。
佐伯 要造（さえき ようぞう）
名門佐伯家の現当主。初老の老人で両親のいない静香を心の底から愛している。
佐伯 静香（さえき しずか）
幼女。誘拐されて車内に監禁されていたところを琉崎に助けられ、景子の別荘に保護される。琉崎と合流した速水、鷹山、景子、舞たちによって真面目組の襲撃から守られていたが、汚職刑事である岩田によって全員捕らわれの身となってしまった。その後は真面目組に監禁されていたが、桑木が岩田の部下を殴り飛ばして悪事を吐かせたため彼らによって救出された。
佐伯 隆彦（さえき たかひこ）
静香の伯父。要造のことを「お義父さん」と呼ぶ。
静香が誘拐された際に警察と連絡を取り、岩田らに協力を申し出て要造から「なぜ警察を呼んだ!?」と怒鳴りつけられてしまった。しかし、刑事の岩田も伯父の隆彦も静香誘拐の共犯者であり、隆彦は伯父でありながら金に目がくらんで静香を亡き者にしようと画策していた。しかし、隆彦は所詮佐伯家の内通者でしかなく、用済みになったところを海枝に始末されそうになってしまう。結果的に速水たちに助けられる形となったが、殺されそうになった恐怖心から泣き叫び、全ての罪を自白してしまった。その性根の弱さも真面目組から切り捨てられる要因でもあった。

### 死瑪連合
梁斐 尚臣（はりい たかおみ）
死瑪連合（シヴァ連合）の元総長。かつては仲間思いで、自分の身が傷つくのもいとわない男だったがニューヨークのブロンクスから帰ってきた彼は、目的のためには手段を選ばない非情な男となっていた。
暴行傷害で警察に追われる身となった尚臣は、梁斐組の組長である父親によってニューヨークへと飛ばされてしまう。刑務所でもどこでも行くつもりだったが、無理やり逃避行させられた腹いせに、毎日ブロンクスでケンカに明け暮れ、傷つきボロボロになっていた。そこへ居合わせたクリス・レイノルズという女性に保護される。彼女のアパートにて手厚く看護を受けた尚臣は、クリスの紹介でスラムの病院へと足を運ぶ。そこで看護婦のクリスと再会し、彼女から縁談を破棄するための恋人役になって欲しいと頼まれる。借りがある尚臣はそれを引き受け、縁談を破局させることに成功。その際にクリスの正体を知り、お金持ちの身分にあった暮らしをしたほうがいいと勧めるが、彼女は父親の遺志を受け継いで貧しい病院でのボランティアを続けると言った。小国の無差別テロで父を失ったクリスは、尚臣に「暴力では何も生まれない。貴方は自分で思っているより優しい人間よ」と告げた。以後、尚臣はクリスにほれ込んでしまい、キスの後に食事に誘うという間違った手順でクリスに告白する。クリスと付き合い始めて数か月後、指輪を渡そうとしていたところへ、かつて尚臣が殴り飛ばしたギャングが現れクリスを刺してしまう。最愛の人を失った尚臣は、優しさや理想では何も救えないという考えに至り、日本からヤクザを一掃するために帰国。かつての同士を鉄砲玉として扱い、ヤクザを排除しようと画策。協力者としてブロンクスで知り合ったレオーネ一家の長男・スライ・レオーネと、喧嘩仲間のマイク、カルロスを迎える。
速水との死闘により、本来の自分を取り戻し、死瑪連合を広瀬に譲り渡して日本を発った。後に帰国し、速水たちと共に極道と戦うことになる。
戦い方は、速水以上のスピードを活かしたストリートファイト。カウンターを得意とする速水以上のスピードで攻撃するため、彼の必殺技であるカウンターを封殺して有利に戦闘を進めていた。しかしフィニッシュブローを決める際に、軸足を内側に向けるという致命的な癖を見抜かれ、先手を取られてカウンターを決められてしまい、ノックアウトされた。それからは親元を離れ、自分の理想を掲げて日本を発つ。後に、ストーリー終盤の中篇にて再登場を果たした。
広瀬 勝（ひろせ まさる）
死瑪連合のナンバー2。実力ではナンバー3の氷室より下回るが、どんな困難を前にしても立ち上がる気概を認められ、ナンバー2となった。巨体を活かしたパワーファイトを好み、速水の一撃を受けてもビクともしないタフさを持っている。しかし、その巨体が仇となりカウンターで凄まじいダメージを受けてしまい、一度はダウンするも立ち上がる。途中で邪魔が入ったことで引き分けとなった。
梁斐に心酔しており、変わってしまった彼がいつか戻ってくれると信じて何も言わず仕えている。パワーファイターであるマイクに一度は敗北するも、再戦では決死の覚悟で決めたスリーパーホールドによりKOする。
速水との死闘を終えた梁斐から総長の座を譲り受けた広瀬だが、後にメンバーのことを考えて連合を解散させた。氷室によれば、いずれも真面目に働き、時にはまた集まって流したりしているらしい。
氷室（ひむろ）
死瑪連合の元ナンバー3。現在は死瑪連合を引退し、妹との暮らしを考えてバーテンとして働いている。顔に大きな火傷の痕があるが、これは現役時代に敵の罠にかかって火達磨にされた際にできたもの。重傷を負う前に梁斐によって助けられ、それを一生の恩と考えている。
桍園（こぞの）
日本に帰国し街中の暴走族を自分の配下にしようと考えていた梁斐が、その尖兵として送り込んだ刺客。得意の空手を用いてチームの頭を叩き潰し、暴力で次々と連合のメンバーを増やしていった。逆らう者には容赦なく制裁を加える残酷な性格をしており、恒司の不良仲間にも手を出そうとしたため、それを止めるべく立ち入ってきた速水と対決。しかし空手の技も速水のボクシングには通じず、あっけなく敗北してしまった。大貴曰く「俺の知っている奴に比べたら、お前の空手など幼稚園のお遊戯」とあしらわれる。
スライ・レオーネ
ブロンクスのマフィア・レオーネ一家の御曹司。梁斐の友人にして、今回の計画のパートナーでもある。
女好きで一見軽薄な青年に見えるが、実際は冷酷で暴力的な一面を隠し持っている。女性には優しいが、自分に牙を剥いた男は徹底的に痛めつける。クラッシャー・ジャックの弟を病院送りにし、障害者にした張本人。復讐を旨に日本へとやってきたジャックと一戦交え撃退する。しかしジャックと同じジークンドーを使う鷹山には勝てず、「今度ジャックと再戦したらお前は確実負けるぜ」と言い渡されてしまった。マフィアの跡取りである自分に手を出して、報復を恐れないのかと鷹山に問うが、自分で撒いたタネは自分で刈り取るべきだという言葉に、自身の未熟さを思い知らされ敗北を認める。梁斐の過去を知っており、鷹山にそれを伝えた。
マーシャル・アーツや、テコンドーの蹴り技を得意とし、リーチの差を利用した攻撃を使う。鷹山に負けたものの実力は非常に高い。
マイク
尊大で常に人を見下した態度を取る巨漢のパワーファイター。だが、彼の戦闘描写はほとんどされていないため、どのようなスタイルなのかは不明。広瀬とは顔をあわせたときから仲が悪く、一度は彼を打ち破るも再戦では敗北した。
尊大な性格だが、カルロスが負傷した時には彼を思いやるような態度をみせてはいる。クラッシャー・ジャックとの勝負に挑むが、一瞬でノックアウトされてしまうという失態を犯した。
カルロス
ストリートファイトのスリルを味わいたくて、梁斐たちの仲間になった危険な男。ナイフやダブル・スティックという武器を用いた戦いを得意とする。鷹山との対決に敗北し、片腕を折られてしまったが、復讐を旨に再戦を挑む。だが居合わせたスライに殴り倒されてしまい、「負け犬は引っ込んでいろ」と言われて退場となる。なお、スライがジャックを連れてきたのは「連れてこないと後でうるさそうだったから」というもの。

### 那加田カンパニー
那加田 照明
那加田薫の養父にして、那加田カンパニーの社長。髪の長い初老の男性。社の繁栄のためには犯罪も厭わず、彼の不正な手段で会社や住まいを潰された者は多い。薫を引き取った老夫婦も彼の被害者であり、土地の権利書をゴロツキに盗み出させ、そのまま土地を奪い取った上に老夫婦の夫を働かせていたが、自己により夫は死亡。妻も後を追うように息を引き取り、こうして薫の「復讐」が始まった。養子になる人物を探している時に薫から姿を現し、そのギラついた眼差しと行動力を見込み、自分の後継者として引き取った。だが、常に大切なのは自分だけと考えており、自分のスキャンダルが外部に漏れそうになったとき、全ての罪を薫に着せようとした。しかし先手を打たれ逆に内部告発されてしまい、逮捕されてしまった。
那加田 薫（なかだ かおる）
神戸の裏社会で暗躍する闇の金融王。その正体は、那加田カンパニーの次期社長。中学生の時、社長に目をかけられて養子として引き取られた。
英二とは小学校時代からの親友。孤児院で知り合い、いつも一緒に遊んでいた仲であったが、老夫婦の下へと引き取られていった。新しい家族の元で幸せに暮らしていた薫だったが、彼の会社を潰そうと企む那加田カンパニーの刺客により、権利書が持ち出され、借金地獄に陥ってしまう。那加田カンパニーの建設現場で働くことになった老父は、事故により死亡。老母も後を追うように病死した。以後、復讐を誓った薫は豹変してしまい、貪欲に「力」を求めるようになっていった。手始めに、那加田カンパニーの刺客を道路へと突き飛ばし、交通事故に遭わせる（描写では大怪我を追ったものの生きてはいたが、その後どうなったかは不明）。再び別の孤児院に入った薫は、那加田社長に自分を養子に引き取るようにアピール。功を奏して薫は那加田の一員となり、いつか社長を蹴落とすために非道を歩むこととなった。
肉体的にも強くなりたいと願った那加田薫は、神戸最強の殴り屋である涌井龍士の元を訪れ、天性の才もあって強力な力を身につけた。
戦い方は、相手の動きを先読みする「見切り」を用いて迎撃する。この見切りには英二も圧倒され、速水も深手を負わされることとなった。恐ろしい反応速度を封じるため、速水の放った決死のカウンターで片足を潰されてしまい、殴りの合いの末に敗北。薫の過去を知った英二の説得により、那加田社長の養子縁組を切り離し、黒川と共に内部告発で「復讐」を遂げた。
黒川（くろかわ）
那加田の側近にして、お目付け役。長髪にサングラス、黒服といういかにもな格好をしている。那加田邸に殴り込みをかけた英二を不意の一撃で昏倒させたが、再戦では逆に圧倒されてしまい薫から悪態をつかれている。後に英二らに薫の過去を教えた。エピローグでは改心した薫と共に警察へと自首し、「犬にも意地がある」ことを思い知らせた。
涌井 龍士（わくい りゅうじ）
神戸最強の殴り屋。現在は後進の育成に努め、本業からは引いている。神戸ではグループを組んでいない殴り屋は異端として扱われ、商売の邪魔をされたら徹底的な制裁を受けさせるという暗黙の了解がある。それに則って仁の相手を後進に任せるが、あっけなく敗北。けじめをつけるために仁と激戦を繰り広げるが、裏切り者の横槍が入ったせいで決着はつかずじまいとなった。
戦い方は、相手の関節をキメて砕くというもの。一度決めた関節は絶対に外さないと豪語していたが、仁には途中で外されてしまった。
薫から直々に戦いの指導を依頼され師となった過去がある。申し込まれた当初は金持ちの道楽的な者として受け取り痛めつけて追い返そうとしたが、薫の瞳に込められた本気の決意を組んで正式に弟子に取った。教え子の中では一番だと子分たちにも公言していたが、「カタギではない」という理由から薫の存在は話していなかった模様。
薫と大貴の戦いが終わった後に仁と決着をつけるつもりだったが、二人の戦いに満足したためこれ以上争う必要はないと戦意をなくし立ち去って行った。
吉住（よしずみ）
那加田に通じる土地買収の担当者にして、那加田のグループ会社の社長。武村の孤児院兼アパートを潰そうと画策し、爆破や誘拐などで権利書を手にしようとしていた。だが全て失敗に終わり、営利誘拐の罪で逮捕されてしまった。

### 獅子上エンタープライズ
獅子上 忠秀（ししがみ ただひで）
獅子上エンタープライズの会長で、光一の実父。スキンヘッドにロングコート、葉巻という一見するとマフィアのような容貌。業界最大手の芸能プロダクションの社長であり、警察上層部にも強いパイプを持つ。
獅子上 光一（ししがみ こういち）
芸能界を牛耳ろうと企む、獅子上EP（エンタープライズ）の若き専務。凄腕のナックルファイター。
格闘技の鍛錬によって与えられる強さを拒み、誰からも何も習わず教わらず、「本当に強ぇ奴ぁ……そんなモンやんなくても最初っから強ぇんだよ！」と考えている。その言葉の通り、彼は天性の才のみで他者を圧倒する実力を身に着けている。
奇襲を活かした戦法を得意としており、名前の通り、獅子のような凶暴性を用いた戦いを見せる。渡瀬冴香に惚れており、彼女と共に映画界の建て直しを行おうと考えている。しかし冴香は首を縦には振らず、誘いを断り続けていた。ついには暴力、権力を使ってまで自分の下へ引き込もうとする。
必殺技は、相手の上着をめくり上げて視界と両腕を封じ、身体を滅多打ちにするというもの。アイスホッケーの競技などで使用される反則技である（この後、同じ手を喰らわないように速水は上着を脱ぎ捨てていた）。その凄まじい奇襲攻撃の数々は、速水も序盤ではなす術もなく打ちのめされていたほど。
しかし次第に速水に押され始める。偶然によって起こった事故で速水は片足を鉄棒に貫かれ、深いダメージを負ってしまう。勝利を確信した光一は猛烈な攻めへと転じる。出血と深いダメージで意識が薄れていく速水だったが、冴香の声援によって身体が動き、負傷した足を殴ることで意識を取り戻す。そこへ渾身のカウンターが光一に炸裂し勝敗は決した。
速水との対決に負けた後は父親の下を去り、自分の手で映画界を盛り上げるためハリウッドへと旅立った。

国頭 政剛（くにがみ まさたけ）
裏契約要員として光一に雇われた沖縄出身の殴り屋集団「琉球拳剛会」の首領。琉球空手の達人で、父親も「沖縄最強」と呼ばれていたほどの達人であった。しかし、国頭の父親は当時殴り屋であった響竜臣との勝負に敗北し、二度と空手ができない体となってしまった。
国頭は父を超えるため、そして父を倒した伝説の殴り屋「隻眼の竜」と呼ばれた響竜臣の命を奪うため、北海道の山中で壮絶な死闘を繰り広げる。初めは鍛え抜いた肉体と若さ溢れるパワーで竜臣を追い詰める。竜臣は攻防一体のジークンドーで反撃するが、国頭の鍛え抜かれた肉体の前には打撃技は通用しない。勝利を確信し、竜臣の片目を奪おうと襲い掛かる国頭だったが、その油断が命取りとなり、腕ひしぎによって片腕をへし折られてしまう。
片腕を奪われた後、竜臣に背後から首を絞められたまま、身投げ同然に滝つぼへと落下させられてしまう。死を恐れない竜臣の覚悟に恐怖する国頭。その隙を突き背後から竜臣が再び襲いかかり、再び滝つぼへもぐりこまされ水中戦で敗北した。重傷を負ったところを竜臣に助けられ、そんなことをしてもまた復讐に来ることを告げる。しかし、それでも自分に見せる彼の優しさと男気を前に復讐心は霧散し、自らの敗北を受け入れた。その後は金城とともに大貫たちを密かにサポートした。
金城（きんじょう）
国頭の右腕的存在で、琉球拳剛会のナンバー2。蝶のように舞い、蜂のように刺すという軽やかな「飛燕の拳」を得意としている。
響竜臣を試す試金石として国頭と共に北海道の山中へ連れてこられた刺客。金城は竜臣に対して空中から奇襲を仕掛ける。だが、現役から退いた今でも竜臣の実力は衰えておらず、金城は飛燕の拳よりもリーチの長い飛び蹴りを打ち込まれ、あっさりと敗北してしまった。
その後、山中で鷹山たちを助けるため、獅子上エンタープライズからの刺客と闘う。銃器で武装した刺客達を相手に全く怯まず、「飛燕の拳は銃よりも速い」と豪語し、あっさりと刺客達を返り討ちにした。
不知火 京助（しらぬい きょうすけ）
琉球拳剛会の一員だが、これといって武術に秀でたところがない中年男性。しかし、獅子上エンタープライズからの依頼である裏契約要員の仕事ではトップクラスの業績を上げている。
それは、標的の「守るべき大切なもの」を暴力によって奪い、弱みにつけこんで脅すことで「相手の意思」で行動をさせていたからであった。冴香のマネージャーである喜多見を人質に取るという卑劣漢だったが、死を覚悟して立ち向かった冴香の気概は屈服させることはできなかった。
中里
橘
安堂

### JACKS（ジャックス）
舘川 竜輝（たちかわ りゅうき）
JACKSの総長。冷酷で頭の切れる恐ろしい男。仲間というものは一切作らず、扱いやすく簡単に切り捨てられる「駒」を兵隊として君臨している。
戦い方はストリートファイトだが、ナイフを使ったり人質を取るなど、勝つためには手段を選ばない男。必殺技は、相手に手錠をかけて両腕を拘束してから打ちのめす「血祭りの刑」。主にJACKSに逆らった者に加える制裁として使用される。速水との対決時に血祭りの刑を執行し、速水のボクシングスタイルを封じたことで優位を悟ったが、麻生の技を模した倒立蹴りを食らわされてしまう。
その後、舘川のナイフを利用して手錠から脱出され、とどめのカウンターでノックアウトされてしまった。
敗北後、手下の駒は自分を見限って逃げ出してしまった。それでも屈することはなく、舘川は大貫に復讐することを宣言するが「今度は決して裏切らない本当の仲間を連れてくるんだな」と言われ、仲間を作らなかった故に駒も組織も失った自分の状況を認識させられ、ついに膝を突いてしまった。

武田 虎之介（たけだ とらのすけ）
JACKSのナンバー2。親衛隊長。バイクを使った戦術を得意としており、不意の一撃で琉崎を海へと突き落とした。足技やナイフを用いた接近戦も得意としている。
自身こそがナンバー1にふさわしいと考えているが、頂点に立つといろいろと面倒なため、あえてナンバー2の座に甘んじている。琉崎との再戦でそれを吐露するが、あっけなく蹴り倒されて敗北。結局はナンバー1にならないのは、それだけの器がなかったからだと言い捨てられた。
時津 義久（ときつ よしひさ）
湘南部隊の隊長。ツーメン・アーミーと横浜二強の連合軍に対抗するため、竜輝に召集された。速水の拳の前にあっさりと殴り倒されてしまった。
成瀬 聡（なるせ さとし）
大阪部隊の隊長。元プロボクサーで強靭な拳を武器としている。竜輝に対しての忠誠心は薄く、彼が天下を取った後、自分がトップの座を奪うつもりで居た。弟のことをできの悪い奴と馬鹿にしながらも、その仇をとるために麻生英二と対決する。
戦闘スタイルは、じわじわと相手を追い詰めて倒すというもの。英二をコーナーに追い詰めたつもりが逆に誘い込まれ、パイプを殴った際に噴き出た熱気によって視界を奪われ、英二に敗北してしまった。しかもその様子を竜輝に見られており、前述の裏切りも聞かれていたため完全に見限られてしまった。
成瀬（弟）（なるせ）
神戸部隊の隊長。六甲でいきがっているローリング族を潰し、JACKSの威信を知らしめようとしていた。自分の部下が麻生英二に殴り倒されたため、その復讐として手始めに高木奈々の店を襲撃。警棒で屋台を破壊した。
そうやってじわじわと英二を追い詰めて挑発し、自分達のアジトに引き込んでから始末しようとしていたが、30人近くもいた部下達は逆に倒されてしまった。自分の手で英二を葬ろうと警棒を振るうが、あっさりと受け止められて殴り倒されてしまった。
若竹（わかたけ）
成瀬弟の補佐的な役割をする男。自分達のアジトを襲撃した英二にナイフをつきたてようとしたが、あっさりと躱されて蹴り倒されてしまった。

### 沖縄の武器密輸組織
ジェイソン・J・ハウザー
沖縄を拠点に活動する武器密輸組織の首魁。黒髪の黒人で元々は軍隊に所属し、戦場を駆け抜けた歴戦の猛者であった。しかし、それによって得た実力とカリスマで組織を立ち上げ、反旗を翻す。
日本で武器を横流しするにしても、無名の組織では誰も相手にしてはくれない。そのため、手始めに日本最強の殴り屋と名高い鷹山の殺害を目論む。
鍛え抜かれた指先は相手の皮膚を抉り取ってしまうほどの強靭さを持っている。彼はそれを「野獣の爪」と称し、鷹山のとの戦いで使用。彼の肉を幾許か抉り取るが、その後の握力比べでは押し負け、指をへし折られてしまった。追い詰められたハウザーは銃を使って鷹山を射殺しようとしたが、コートでの目隠しにより上空からの襲撃に対応できず、蹴り倒されてしまった。
ビリー・ライアン
ハウザー率いる組織の幹部。鷹山と潜入捜査官サラを始末するために送り込まれた。海上にて船で鷹山達を殺害しようと目論み、重火器を用いて攻撃を行うも、鷹山の機転で反撃にあい、逮捕される。
ピーター・キャツエル
ハウザーの経営する地下闘技場で猛威を振るうチャンピオン。過去全ての試合を1分以内に勝利し、秒殺師の異名を持っていたが、乱入した鷹山にはあっさり敗北してしまい、秒殺死されてしまった。鷹山からは、「ロートルの軍人や街のチンピラ相手に笑わせる」と酷評される。鷹山戦までの記録は、69戦68勝1敗68KO。
フレディ
鷹山が横須賀基地にいたころの同僚。メガネをかけた好青年風の男性だが、性根は腐りきっている。生来の臆病さと狡猾さ故にSAELのメンバーにはなれず、軍人を引退。その後はハウザーの組織に仲間入りし、武器商人兼殺し屋として活動する。
武器を売るにしても無名の新人では誰も相手にしてくれないため、広告塔として鷹山の命を狙っている。鷹山に思いを寄せるソフィアに歪曲した事実を吹き込み、鷹山の殺害を企てさせた張本人。ソフィアが鷹山の暗殺に成功した後は、口封じのために彼女も殺すつもりであった。
不意打ちで鷹山を射殺しようとしたが、ソフィアが身代わりとなって銃撃を受けたため失敗。そのまま鷹山を殺そうとしたが、ソフィアの拳銃で撃たれてしまいお縄となった。なお鷹山が使用した拳銃は、フレディがソフィアにプレゼントしたものであった。
貿易商（ぼうえきしょう）
沖縄で貿易商を営む老人。ハウザーから武器の横流しを強要され、鷹山に連中を日本から追い出して欲しいと依頼する。
しかしこれはハウザーが鷹山をおびき出すために仕掛けた罠に過ぎなかった。貿易商もハウザーとグルだったため、密輸組織の壊滅と共に逮捕されてしまった模様。

### 覇王会
鮫尖（さめざき）
関西最大の暴力団「覇王会」系鮫尖組組長。関東侵出の足掛かりを作るため、代議士の息子・川島延利に接近。延利が想いを寄せる望美を拉致しようとするが、ニューヨークから帰国した梁斐尚臣と衝突。梁斐の活躍により、延利からの依頼を白紙にされた腹いせに望美を拉致。「返して欲しければ梁斐組の縄張りの半分を寄こせ」と強要するが、大貴から頼まれた武骨組の守矢の根回しにより、関東極道との全面戦争を望まない覇王会会長から破門を言い渡されてしまう。
森（もり）
鮫尖の腹心。望美の彼氏を脅し無理やり別れさせる。梁斐に銃で対抗するが、バカ正直に「狙え」と言われた額を狙ったため、あっさりと避けられ一撃で倒される。

### 磊堂派閥
磊堂 義尚（らいどう よしなお）
次期総裁の座が決定している代議士。多くの私設秘書を抱え、表ざたにできない汚い仕事を担当させている。
自分の息子が轢き逃げを犯してしまったため、自分のお抱え運転手であった天宮敦を金で買収し、その罪を被らせた。しかしそれは、決して息子を庇ったわけではなく、自分の汚点を露出させないようにするための措置であり、今まで憲吾の我侭を叶えていたのも愛情からではなかった。その証拠に、憲吾の罪が表ざたにされそうになったとき、彼は南郷に息子の始末を依頼した。
しかし、憲吾は鷹山によって保護されてしまい、追い詰められたことで自首を覚悟した憲吾は轢き逃げの罪を記者の前で暴露。父親に殺されそうになったことも告白し、彼は息子とともに破滅してしまった。
磊堂 憲吾（らいどう けんご）
義尚の息子。傲慢で卑怯な男。武骨淳也の性格が強く反映されており、一言で言えば「物凄く下衆な淳也」。轢き逃げをした罪から逃れるため父親に泣き付き、彼のお抱え運転手である天宮敦に罪をかぶせた。そのことについては罪悪感など一切抱いておらず、「使用人がご主人様のために犠牲になんのは当たり前だっつーの！」と見下している。
街中の不良を引き連れて速水たちの前に現れ、彼らを始末しようとしたがツーメン・アーミーの前にはかなわず敗北。その後、自首をかけた一騎討ちを天宮翔と繰り広げるが、あっけなく敗北。窮地に陥ったところを始末屋の南郷に救われる。
しかし、実際には助けられたのではなく、始末するために私有地にまで連れてきただけであった。次期総裁の椅子を狙う父親は、息子を「唯一のシミ」として扱い、切り捨てたのだった。南郷に始末されそうになるが、そこへ鷹山が現れたためまたもや窮地から逃れる。南郷を倒した鷹山に銃を向けるが、恐怖心で震えた指先と素人の技術では当たるはずもなく、あっさりと殴り倒されてしまった。
もう逃げ場はないと観念した憲吾は、自首を決意。義尚の祝賀会に連れられて、記者達の前で自分と父親の犯した罪を洗いざらい告白。そのまま親子共々破滅することとなった。
風吹 猛将（ふぶき たけまさ）
メガネをかけた理知的な中年男性。磊堂代議士私設秘書のひとりで、その正体は剣術の達人。人の動体視力を凌駕した剣先は、速水の実力をもってしても苦戦をしいられた。鉄棒一本で速水を追い詰めるが、天宮翔とのコンビネーションの前に敗北。武器を蹴り上げられた後、翔の飛び蹴りを顔面に打ち込まれてKOされてしまった。
南郷（なんごう）
磊堂憲吾を始末するために磊堂代議士が雇った「始末屋」の男。銃器だけではなく、閃光弾や自爆装置、果ては剣まで扱う凄腕。磊堂の屋敷にて憲吾を始末しようとした時に鷹山が隠れているのに気づいた。テラスに潜んでいた鷹山は、磊堂親子の会話を録音していたのだ。天宮敦の無実を証明する証拠となるテープレコーダーを奪うため、南郷は鷹山に戦いを挑む。素手での戦いでは鷹山を上回る実力を見せ、彼に苦戦をしいらせた。
強者である鷹山に強い興味を抱いていたが、自身の優位を確信すると同時にそれも失せ、拳銃を使って彼を始末しようとする。だが、テープレコーダーを拾う一瞬の隙を見て、鷹山は剣を投擲。天井のシャンデリアを南郷の頭上に落とそうとしたが、すんでのところで回避されてしまう。南郷は拳銃を手に鷹山を狙おうとしたが、既に鷹山は目の前に迫っていた。拳銃よりもわずかに拳の方が早く、いくつものの小銭を握ることで威力を倍増させた一撃を喰らって敗北した。
天宮 敦（あまみや あつし）
天宮翔の父親にして、磊堂代議士のお抱え運転手。轢き逃げをした罪で捕縛され、拘置所に連れて行かれてしまう。

### ストリートギャング
「パワー・イズ・オール」その信条の元に神岡が結成した街頭組織。若い連中を使ったネットワークで情報を得て、それを利用することで組織を拡大してきた。
神岡 慶（かみおか けい）
琉崎を主役にした29巻の中編に登場する大ボス。禿頭の巨漢で、信条は「パワー・イズ・オール」。それが示す通り恐ろしい怪力を持った男である。極道相手にも一歩も轢かず、「道をふさいでいる」という理由でリムジンをひっくり返したり、軽自動車の走行を止めて横転させる馬鹿力を持っている。だが、頭脳をまったく使わないというわけではなく「世の中は情報だ」と豪語して、自分の情報戦の能力を過大評価している。
悪徳弁護士の助手が重要書類を持ち逃げしたことがきっかけとなり、その弁護士の秘書に雇われ、秘密裏に重要書類を取り返して欲しいと依頼をされ承諾。
だが、彼が目をつけたのは逃げた助手ではなく、持ち逃げされた「重要書類」の方であった。それを手にすれば大金が転がり込んでくると思った神岡は、依頼人を裏切って書類を自分のものにしようと画策。
その強大なパワーは琉崎の攻撃も凌ぎ、機敏な動きから繰り出された首への一撃に対し、反撃のジャイアントスイングで一度は降すも、再戦では動きを読まれてしまい、頭部への蹴りからフランケンシュタイナーの変形技につなげられ、壁面に顔面を強打されてしまった。遠心力を利用した強烈な一撃は、さしもの神岡もノーダメージというわけにも行かなかった。
それでも琉崎に喰らいつく神岡だったが、再び顔面に蹴りを入れられ蹴落とされてしまった。崖から海面へ落下した神岡だったが、重傷を負ったものの奇跡的に生きており、そのまま御用となった。
ストーリー上、唯一琉崎を無傷で破った男。健康に気を使っており、初登場した時には水泳をしており、ほか、「青汁と生卵」のブレンドジュースを愛飲している。依頼人である九条がタバコをくゆらそうとした時も、「おれを肺がんで殺す気か？」と凄んでやめさせている。
霧野三兄弟（きりのさんきょうだい）
新進気鋭の殴り屋として神岡に雇われた三人の男達。それぞれ速水、鷹山、琉崎と対決。いずれも武術に長けており、クンフーの達人を思わせる胴着を着用している。天性の打たれ強さで速水と鷹山の攻撃をいなしていた。しかし、逆にそのタフさによって「殴り屋は殴るのが仕事だから手加減する必要はなし」と判じられてしまい、兄弟の内ふたりは鷹山と速水の猛ラッシュによって限界を超えたダメージを受けてダウン。
琉崎と対決した兄弟のリーダー格も武器を使ってまで勝とうと奮起し、「先輩である琉崎はもう古い人間だ」と嘲笑っていた。しかし幾多の強敵と死闘を繰り広げてきた琉崎には遠く及ばず、得物である円錐状の警棒を奪われ、遠心力を利用した一撃で警棒が曲がってしまうほどの打撃を受けダウン。

陣内（じんない）
逃亡した三浦かれんと琉崎を追うために、神岡から送り込まれた刺客。かれんの別荘を突き止め、部下を連れてそこで2人を待ち伏せ。琉崎と交戦し、彼の蹴りを凌ぐタフネスと木を穿つパワーを持っていたが、木の枝にぶら下がることで遠心力を利用した琉崎の蹴りを喰らってダウンした。
九条（くじょう）
某有名弁護士の秘書。メガネをかけた中年の男で口ひげを蓄えている。
自分が横領した金を元社員に横取りされたため、表ざたにできないのでその筋で有名な神岡に奪還を依頼した。横領したことは伏せての依頼のため、神岡に「元社員が奪ったものは、政治家をゆするのに役立つものに違いない」と思わせてしまった。
神岡の逮捕によって九条の悪事は露見し、警察によって逮捕されてしまった。

### 殴り屋・極道関係者
藤本（ふじもと）
悪徳芸能プロダクションの所長である波歩田に雇われた男。そのプロダクションに所属する人気歌手克己が、麻薬の量を多めに注射したため騒ぎとなってしまった。波歩田は、人気の出てきた芸能人が自分の下から逃げられないように覚せい剤を打たせていたのだ。騒ぎが広まることを恐れた藤本は、克己の始末を進言。同時に事件を嗅ぎまわっている速水と鷹山の処理も目論んだ。克己を拉致し、人質として速水と鷹山を埠頭に呼び出し、部下に渡した拳銃で始末しようとしたが、彼らの動きを静観していた桑木が乗り込んできたため形勢は逆転。藤本は仲間を見捨てて単身逃走。追撃してきた速水と鷹山と一戦交えることとなった。
2年前、鷹山に勝負を挑んだが断られた経歴がある。そのため、自分は鷹山よりも強いと思い込んでいたが、実際には鷹山よりも実力が下回っていたため、戦うまでもないと思われていたに過ぎなかった。2年経ってもその差を埋めることができず、藤本は倉庫内の対決で鷹山から肘鉄の一撃を顔面に食らい、敗北した。
前述の紅林徹の原型ともなった戦闘スタイルを持ち、鋭い手足の動きから繰り出される攻撃は、皮膚を容易く切り裂いてしまう。
赤井（あかい）
3巻に登場。劇中では名前がはっきりしないためここでは仁と戦った彼を赤井とする。
メインキャラ以外では初登場の殴り屋。後述の梶山と組んで淳也を狙う。足技を主体に戦い、跳躍から放つ空中殺法を得意とする。赤井、梶山共に、仁が顔と名前を知っていたことから、何らかの形で面識はあった模様。ツーメンアーミーの存在を快く思っておらず、「お前らのようなガキがのさばっているのが気に入らない」と罵倒していた。
2度目に淳也を拉致する際、仁と戦う。蹴り技で1度は仁をダウンさせるも、その後は通じず、あっけなく返り討ちにされる。仁曰く「蹴り技に頼るのもいいが、空中では無防備になる」と弱点を指摘されていた。作中の「殴り屋」は一度仕事をしくじった場合、二度と同じ場所では仕事をしないという決まりがあるらしく、これ以降淳也が狙われることはなくなった模様。また、場数組の令嬢も他の男が出来たため、もう淳也に構う暇はなくなったとのこと。
梶山と同様に、無表情であることが多いが、感情の表現は彼のほうが豊かである。梶山は微笑を浮かべたりもしているが、赤井の笑みはそれよりも深いものとなっている。
梶山（かじやま）
3巻に登場。劇中では名前がはっきりしないためここでは速水と戦った彼を梶山とする。
メインキャラ以外では初登場の殴り屋。武骨組の淳也が場数組の令嬢に手を出したため、その令嬢から淳也を痛めつけてくれと雇われた。赤井とは逆に拳を主体に戦う。淳也を2度にわたって襲撃し、その際、ボディーガードのヤクザ達を苦も無くあしらっていることから、それなりの実力はある模様。2度目の襲撃の際、淳也を車に連れ込もうとするが、そこに大貴と仁が駆けつけた。同じく拳を主体とする大貴と戦うことになる。
大貴を殴り飛ばした際、彼から「さすがプロだな、これで飯を食っているだけのことはある…」と感心されている。大貴との接近戦でも互角の殴り合いを見せており、大貴は持ち前のフットワークで躱し続け、わざと壁際によることで大降りのストレートを誘った。それに合わせて放たれたカウンターは梶山の攻撃よりも早く、さらに追撃の二発目を喰らって敗北。沈み行く梶山の「早すぎる」という言葉に対して、大貴は「大振りのストレートはその分キレが鈍る」と、弱点を指摘した。
三上（みかみ）
7巻に登場。長髪にサングラス、帽子が特徴の大男。スポーツ賭博で八百長試合を仕組んでいた不良達に、自分達が抱き込んだ選手を裏切らないようにさせるため雇われる。抱き込んだ選手の控え室に脅しを利かせにきたところ、大貴が乱入し、報酬の5割増しを条件に大貴を潰そうとする。当初は自分をプロ、大貴をアマチュアと見下していたが、大貴になす術なく倒される。大貴曰く「自分が知っているプロの殴り屋の中でも最下位」と酷評されるほどの男。また、八百長試合を仕組んでいた不良達も、試合後仁によって倒された。
黒咲（くろさき）
仁の車を盗んだ小悪党が轢き逃げをしたため、その容疑が仁にかかってしまった時の話に登場。容疑を晴らすために真犯人が匿われているヤクザの組に乗り込んだ速水と仁の前に現れる。
速水も一目見ただけで「こいつ、本物のプロだ」と警戒したほどの男。惜しくも、仁と対決寸前に守矢が相手の組長を説得したため、黒咲との対決が行われることはなかった。雇い主の組長が武骨組との抗争を避けたため仁と対決はしなかったものの、再び相見えるような発言を残していった。しかし、その後の出番はなくなり、結局仁と対決することはなくなった。

### 敵対関係
西城（さいじょう）
三年前、速水と鷹山が出会った頃に渋谷で暴れまわっていた暴走族のリーダー。チーム名は「フリーダム」。他の暴走族たちから畏怖されていたチームであったが、鷹山の援護を受けた速水によって解体されてしまった。
元ミドル級のプロボクサーであり、一度は大貴をダウンさせるなど、それなりの実力はあるように思われたが、立ち上がった大貴には、なす術なく倒され、さらに、最終的には味方だと思っていた鷹山からも裏切られ、髪を切られ、失禁するという醜態をさらした。なお、この時点で既に「ツーメン・アーミー」は存在しており、当時No1の構成員数を誇っていた「キラー」というチームを潰したと、フリーダムのメンバーの口から説明されている（だが、西城本人は、その一人が鷹山であることは知っていたが、大貴のことは知らなかった）。
既に速水により、フリーダムは潰されてしまっているため、本編で西城の出番はない。名前と経歴のみが紹介されている。なお、この話はダブル・ハード本編には描かれておらず、作者の短編集に掲載されている。
西城自身もそれなりの人物であり、槙（後述）が率いるマッドパワーズのメンバーに「西城さん」と呼ばれていた。
槙（まき）
恒司初登場の回に登場した敵。
マッドパワーズの若きリーダー。恒司が速水に出会う前に尊敬していた人物だが、実際は尊敬する価値もないクズである（恒司は槙の実力だけを見て評価していた）。強者にはこびへつらい、弱者と見た相手にのみ強気になる典型的な小物タイプであるが、喧嘩の実力は高く、それによってチームをまとめている模様。
自分が他の暴走族に手を出したことで抗争のきっかけとなってしまい、手打ちのために新入りである恒司を相手側にさし出した。裏切りを受けた恒司は、信じられないといった様子で槙に真意を問いかけるが、彼の返事は非情な暴力であった。
しかし、恒司の危機に駆けつけた速水と景子によって和解は妨害されてしまう。さらに景子から恒司のチーム脱退を要求されてしまった。ツーメン・アーミーの速水には叶わないと見て下手に出る槙だったが、見ず知らずの女に見下された態度を取られるのは我慢がならなかった。
激怒した槙は、景子との対決で目潰しを仕掛け、手下が持っていた鉄パイプを奪って殴りかかるという卑怯な手段にでた。しかし、そんな小細工で横浜二強である「錦」に敵うわけもなく、必殺の回し蹴り二段であっけなくノックアウトされてしまった。さらに、彼が手打ちのために用意した金を口内に突っ込まれてしまうという屈辱を晒すこととなってしまう。
景子曰く「強いものには媚びへつらい、弱いものには力を振りかざす」「クズ野郎の典型」「臆病者ほどよく吠える」等と、散々にこき下ろされた。
以後、恒司は槙から離れ、速水になつくことになる。神戸編に登場する益岡に、悪い意味で様々な部分が共通している男。
津名島（つなしま）
チーマーや不良達がD地区（デンジャラスゾーン）と言われている場所でたむろしているチーム「サイドワインダー」の頭。武骨組と懇意にしている北陸の組の組長の娘が、最初に自分の婿候補として選んだ男。大柄な体躯に褐色の肌、金髪の男。その娘を連れ戻しに、大貴と仁が乗り込んできたため、戦うことになる。戦闘ではメリケンサックを使っての攻撃を行うも、仁になす術なく倒される。後の梁斐編にも投降したチームリーダーの一人として登場。氷室が仁に倒されたことから、他のリーダー達を組んで報復を企てるも、梁斐に返り討ちにされる。
剣持（けんもち）
レッド・スケルトンのリーダー。残虐で卑劣な性格をしており、自分のメンバーが舞に絡んだのを神条兄に邪魔をされたことで復讐を開始。神条の勤め先のバイク店を襲撃し、老齢の店主に重傷を負わせる。こうして神条兄の居場所を奪っていき、最終的には叩き潰すつもりだった剣持だが、神条兄から自分達の溜まり場へと乗り込んできた。
タイマンを申しでる神条兄だったが、剣持は一対一で戦う気などなく、チーム総出で神条兄に襲い掛かろうとする。その才に、神条兄から「てめぇの器が知れたぜ」と吐き捨てられている。
しかし、神条兄に舞を助けてもらったことに恩義を感じていた速水が、鷹山とミッドナイトクラブの面々を連れて乱入。剣持は仕方なくタイマンに応じ、得意のナイフ裁きで神条兄を追い詰める。手首のスナップを利かせた素早いナイフの動きは、神条の実力をもってしても見切れなかった。神条兄から挑発を受けた剣持は、胸にナイフをつきたてようするが、先読みしていた神条兄によって受け止められ、密着したことで拳の乱打を受けてしまい敗北した。
これが神条兄最後の戦いとなり、剣持を倒したことで彼の出番は終了となった。
天城 零（あまぎ れい）
8巻から登場。日常編と梁斐編のみに参戦。金髪のサウスポー（左利き）。決め台詞は大貴とは対称で「おれにできなかった事はない」。自身には最強の二文字がふさわしいと考え、街中の強者を片っ端から潰していっている。不良同士のケンカに立ち入り、劣勢の方を助ける代わりにファイトマネー10万を要求する。また、自分と戦った相手の雑魚にも要求したりする。助けてもらったほうはKOされた相手から金を奪い取って渡すので取りはぐれる心配はない。
フィニッシュブローは、左手から繰り出される強烈なアッパー。大貫を追い詰めるが、左手のアッパーが破られた後に邪魔が入り、引き分けとなる。その後、梁斐編で再登場し、大貴は自分の獲物だからと、手を引くよう梁斐に要求。梁斐から条件として、琉崎を潰せと依頼され戦うことになる。
当初は琉崎を前座と見下し、思惑どおりに圧倒的優位に戦闘を進めるも、次第に押されていってしまう。切り札の左アッパーを喰らっても立ち上がってきたことから、彼を倒すべき強敵と認識を改める。その後、利き腕を破壊され、最終的には大貴対策に編み出した右手でのアッパーを繰り出したが、結果は双方ノックアウトの相打ちとなる。梁斐の軸足の癖を最も早く見抜いたのは彼である（琉崎はそのことに気づいておらず、驚いていた）。
当初は大貴のライバルとして登場し、「2人の対立はこの街の勢力構図に大きく関わっていくこととなる」と書かれたが、琉崎との相打ち以来登場しなくなる。そのため12巻が最後の登場となった。
沙羅（さら）
景子と速水を主役にした特別編チケット・トゥ・ファイトに登場した女性。財閥が主催するパーティーに参加し、騒ぎを起こして金品を奪っていた犯罪者グループの主犯格のひとり。速水の妨害を振り切って屋敷から逃走する寸前に景子が立ちふさがり、彼女と対決となった。
元々はB（ブラック）フックというチームのマスコットガールで、その界隈では有名な人物。通り名は「フィンガーエッジの沙羅」。
爪に偽装させた「つけづめ」を主体に戦い、その実力は速水の頬にかすり傷を付けさせたほど。景子との戦いでは、防戦一方の彼女を相手に有利に戦闘を進め、壁際に追い詰めたことで勝利を確信。しかし、とどめに放った爪の一撃は、あっさり景子に受け止められてしまう。
景子はその界隈では有名だったサラの実力を見ておきたかっただけで、決して追い詰められていたわけではなかったのだ。そのことを知った時、既に景子の必殺技である回し蹴りが迫っていた。同性であろうとも容赦しない殴り屋「錦」の蹴りは、サラの顔面を打擲した。横浜二強のひとりである「錦」と自分の格差を知り、敗北を認めた。
吉川（きっかわ）
舘川竜輝率いるジャックスを壊滅させてからの後日談の話に登場。麻生の見舞いにやってきた奈々に不良たちが絡み、そこへ現れた琉崎に打ちのめされてしまう。逃げた不良たちは自分たちのボスである吉川を連れてきて、琉崎と対決させる。という構図で登場。
一人称は「僕」だが、口調や表情から嫌みったらしく相手を見下した態度が感じられる。有名な空手道場の跡取りで、同じく空手の使い手である琉崎と対決することになったが、そこへ麻生が乱入。飛び蹴り一発であっけなくKOされてしまう。
吉川の仲間たちは最強である吉川が倒されてしまい、慌てて逃げ出してしまった。
ZIP（ジップ）
最後の戦いのみ登場。地下格闘場で暴れる外国人の屈強ファイター。冴木が出入りしている、非合法の地下格闘場で腕を振るう大男。冴木と手を組んで大貴たちを、主に鷹山仁を狙っている。ZIPというのは通り名で、彼のファイトを見た観客が「ZIP!（なぐれ!）」と叫ぶことから付いた。氏名、年齢、国籍などはいずれも不明。最強の殴り屋と名高い鷹山を執拗に狙っており、倒すことで名声を得ようとしている。
速水と冴木のラストバトルの直前に、ZIPは鷹山と対決。彼の剛拳を何度受けても倒れないタフさを見せるが、自身の屈強な肉体ゆえの体重を逆手に取られて、バックドロップでノックアウトされてしまった。
冴木 将士（さえき まさし）
25歳。「ダブル・ハード」最後の敵。30巻に登場。ZIP（ジップ）とコンビを組んでツーメン・アーミーの壊滅を図る。
5年前、自衛官だった彼は「弱ぇ奴が強ぇ奴に命令するなんておかしいだろ？」という信条の元、防衛庁の尊大な官僚に重傷を負わせ逃亡。追っ手を軍隊格闘技の技で退きながら逃げ続け、更なる強者を求めて海外へ逃亡を図る。しかし、当時警察官だった大貴の父親にあっさりと取り押さえられてしまった。以後、それを逆恨みして復讐を誓う。1か月前に刑務所から脱走した後は、彼をおびき出すための餌として大貴を狙う。大貴に1000万円の賞金を掛けてネットで告知するという、手の込んだやり口で悪どもを操ったが、そこへ横浜二強の錦景子と琉崎隼人が駆けつける。さらに武骨組の若頭守矢（これが守矢最後の登場）の協力で大貴たちは身を隠してしまった。その後、速水からの果たし状を受け取り、一対一の戦いで決着をつけることを受け入れる。
金網に囲まれた地下闘技場にて大貴と対峙。自衛隊仕込みのラフファイトで大貴との戦いを有利に進めるが、必殺のカウンターを喰らってしまいダウン。しかし執念で立ち上がり、去ろうとした大貴に吼えるが、そこへ桑木が登場。執念もむなしく暴行傷害と殺人教唆の現行犯で逮捕された。
しかし、速水に「ふたりで遊んでいただけ」だと弁護され、同情されたと思って大貴に悪態をつき、「これからもお前を狙い続ける」と怒鳴る。しかし、大貴から「互いに速水の父を越えようとしている点は同じだ」と言われ、速水の器の大きさに感服。ついに敗北を認め、膝を突いてしまった。これにて、ダブル・ハード最後の戦いは幕を下ろすのだった。
戦い方は、自衛隊仕込みの身のこなしから繰り出す金的への蹴りや、指を使った目潰しを放つ。反則的なラフプレイに大貴も防御を崩され、急所攻撃を防いだ際に殴られてダメージを受けてしまった。

## 時系列
1巻 日常編・ツーメン・アーミーVSミッド・ナイト・キング（杉浦舞と神条兄弟の登場）
2巻 ブラッククルセイダー編（神条弟の退場）
3巻-8巻 日常編（6巻で能堂の復讐編、武骨淳也の退場。8巻は神条兄の退場と新たなライバル天城零の登場。ほか琉崎や錦景子を絡めた話）
9巻-12巻 梁斐編（梁斐との対決、天城の退場）
13巻-17巻 神戸編（麻生英二、高木奈々登場。那加田薫との対決）
17巻-20巻 ボディガード編（渡瀬冴香登場。獅子上光一との対決）
21巻-22巻 日常編（仁の過去を知る女ソフィア編。終盤は琉崎のフルネームが明かされる桜木マリア登場編）
22巻-23巻 ジャックス編（麻生英二や高木奈々の再登場。舘川竜輝との対決。後半は英二と琉崎の絡み）
23巻-24巻 沖縄編（ジェイソン・J・ハウザーとの対決）
25巻 キル・ロバーツ登場編〜シンシア編（ケイン・マーチスとの対決）
26巻 梁斐再登場編（武骨組と梁斐組の友好関係成立。覇王会との戦い）
26巻-28巻 九州編（天宮翔登場）
28巻-29巻 紅林登場。後半から琉崎を主役にした横浜編（三浦かれん登場。神岡慶との対決）
29巻 婦人警官・上野藍登場編
30巻 ツーメン・アーミー フォーエバー（冴木将士・ZIPとのラストバトル）